# De Beyart
De Beyart is een kloostercomplex in de Nederlandse stad Maastricht, dat twee perioden van bloei heeft gekend: de eerste Beyart, ook wel Dal van Josaphat genoemd (1476-1796), en de tweede of nieuwe Beyart, dat officieel Klooster van de Broeders van de Onbevlekte Ontvangenis van Maria heet (1896-nu). 
De eerste periode begon met de vestiging van zusters franciscanessen van Peer. Uit deze periode is slechts een ruïne van de gotische kloosterkapel bewaard gebleven. 
Een eeuw na de opheffing van dit zusterklooster bouwden de broeders van de Onbevlekte Ontvangenis van Maria ("broeders van Maastricht") op hetzelfde terrein een nieuw, deels nog bestaand klooster, dat tevens als moederhuis van de congregatie fungeerde. Vanaf de jaren 1970 transformeerde dit klooster geleidelijk tot bejaardenverzorgingshuis, ook voor niet-religieuzen.
Op het kloosterterrein bevindt zich tevens het Sint-Lidwinapaviljoen, een in de jaren 1930 door Alphons Boosten gebouwd voormalig ziekenpaviljoen. Laatstgenoemd bouwwerk en de ruïne van de eerste kloosterkapel zijn rijksmonumenten, terwijl het (tweede) kloostergebouw, het poortgebouw en de kloostertuin gemeentelijke monumenten zijn.

## Geschiedenis

### Herkomst naam
De herkomst van de naam Beyart is niet duidelijk. Wellicht lag hier een passantenhuis voor vreemdelingen, in de middeleeuwen aangeduid als 'baaierd', 'beiaard', 'beyart' of 'beyert'. In een dergelijke logiesgelegenheid kregen pelgrims en andere reizigers voor een nacht gratis eten en slaapgelegenheid. Aan de Brusselsestraat buiten de Tweebergenpoort lag zo'n baaierd.
De naam is mogelijk ook afkomstig van magister Johan Bayart de Gandavo, kanunnik van het Sint-Servaaskapittel en scholaster van de kapittelschool van Sint-Servaas. Deze kocht in 1316 een huis met tuin aan de Brusselsestraat. Na zijn dood in 1324 werd het huis bestemd voor noodlijdende geestelijken, hetgeen Bayart testamentair verordend had.

### Stichting eerste Beyart (1476-1510)
In 1476 vestigden zeven tertiarissen van het franciscanessenklooster uit Peer (tussen Maastricht en Eindhoven, thans in Belgisch Limburg) zich in Maastricht, waar hun biechtvader Gerard de (dye) Bruin het huis De Beyart aan de Brusselsestraat beschikbaar stelde. Of de zusters een conflict hadden met het moederklooster is niet duidelijk, maar ze verbraken wel al vrij snel de banden met het klooster in Peer. In 1485 en 1490 bevestigde de bisschop van Luik, Johan van Horne, de zelfstandigheid van het nieuwe klooster. Waarschijnlijk werd kort daarna begonnen met de bouw van de kloosterkerk. De Bruin overleed begin 1510 en werd in het koor van de kloosterkerk begraven. Enkele maanden later, op 8 september 1510, werd de kerk plechtig ingewijd door de Luikse bisschop Everhard van der Marck.

### Bloeiperiode eerste Beyart (1510-1794)
Over het klooster is vrij weinig bekend, omdat het kloosterarchief in 1794 verloren is gegaan. De zusters van Josaphatsdal kwamen uit de gegoede kringen van Maastricht en omgeving. Waarschijnlijk hielden zij zich naast hun geestelijke verplichtingen bezig met het weven van linnen. Aan het hoofd van de gemeenschap van 10 tot 20 zusters stond een priorin of overste en er was een pater voor het opdragen van de mis. Het klooster bezat diverse landerijen in de omgeving van Maastricht. In 1794-'95 bedroeg de pachtopbrengst daarvan 12.205 gulden. De proost van het Sint-Servaaskapittel bezat het patronaatsrecht. De pastoor van de Sint-Janskerk bezat eveneens bepaalde rechten en ontving jaarlijks een vat graan en met Kerstmis vier ongeplukte kapoenen. Bij begrafenissen in de kloosterkapel ontving hij bovendien twee vaten rogge en een derde van de collecteopbrengst.
In het roerige jaar 1539 werden de welgestelde zusters belaagd door 50 tot 100 Maastrichtenaren onder aanvoering van ene Gabriël de Schoenmaker. De meute eiste dat ze in het klooster rijkelijk onthaald werd. In 1632 ontstond een ernstig conflict tussen priorin Anne de Longeval en proost Nicolaas de Micault, toen deze laatste meer invloed in het klooster wenste. De priorin beriep zich op de landsregering in Brussel, maar de proost legde zich daar niet bij neer. Een poging om de priorin te laten arresteren in haar eigen klooster mislukte jammerlijk en enige maanden later was de situatie door het Beleg van Maastricht (1632) en de machtsovername door de Republiek totaal anders geworden. Het dicht bij de westelijke stadsmuur gelegen klooster had veel te lijden van belegeringen, met name in 1579, 1632 en 1794. Tijdens het beleg van 1794 werd het klooster dusdanig vernield dat de 15 koorzusters en vier werkzusters gedwongen waren hun intrek te nemen in een aantal huizen aan de Brusselsestraat.

### Priorinnen eerste Beyart
De priorin of overste had de leiding over het klooster, onder het geestelijk toezicht van een rector en op zakelijk gebied bijgestaan door een procuratrix en/of rentmeester. De priorin, de rector en de procuratrix werden aangesteld door de proost van het Sint-Servaaskapittel.
- 1479, 1488 Johanna van Cortryck (eerste priorin)[11]
- 1527 Maria Gulckers (procuratrix: Elisabeth van den Dael)[11]
- 1610-1624, 1632? Anne de Longeval[12]
- 1630 Mechtild van Stockhem[noot 5]
- 1630 Catharina Bleus (subpriorin; procuratrix: Maria Wasouls)[12]
- 1642: Anna de Mollets (subpriorin: Margareta Goeswyns)[12]
- 1681? Maria van Stockhem (procuratrix: Johanna d'Hallembaye)[12]
- ?-1694 Maria Susanna de Rosen[noot 6]
- 1708 Maria Anna Du Chasteau (procuratrix: Joanna Francisca de Hallembaye)[13]
- ?-1766? Maria Johanna Fosseroul (1681-1766)[noot 7]
- ?-1771? Anna Maria Joseph Bernard[15]
- ?-1780 Maria Gertrudis de Many[16]
- 1796 Francisca Neven (laatste priorin; procuratrix: Catharina Frijns)[noot 8]

Als rector (confessor, biechtvader) van het Beyartklooster worden vermeld: Gerard de Bruin (1482), Dirrik Pypers (1510-1516), Sibertus van der Hoeven van Randenraede (1521-1539), Johan Jacobs (1549) en Peter Wolteren (1583). Daarnaast worden enkele rentmeesters genoemd: Aert van der Locht (1522), Heyliger van Vucht (1524), Johan Pellens (1540) en Jan Havelange (1726).

### Opheffing eerste Beyart, verval en sloop (1794-1894)

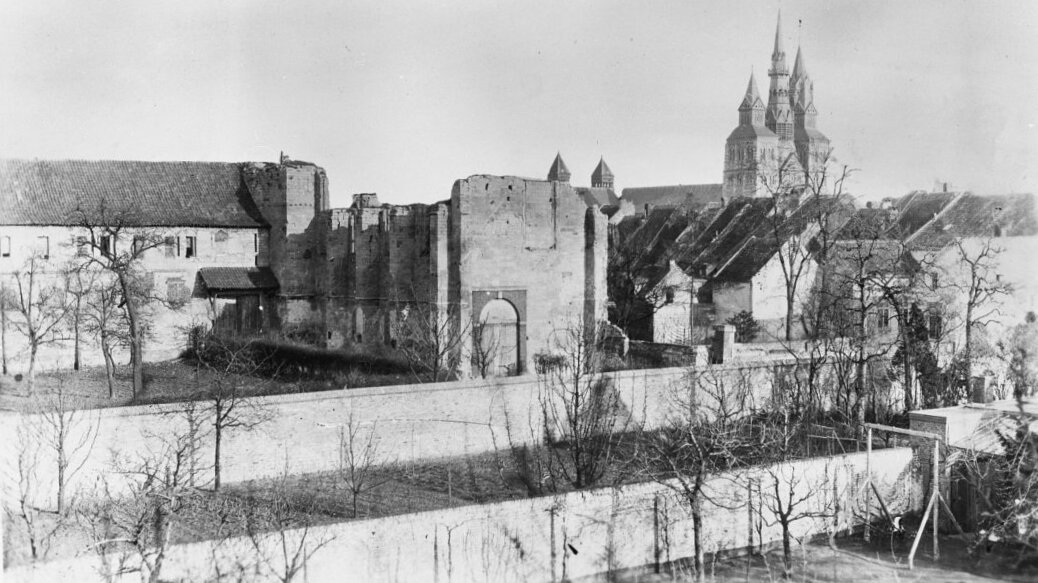
Het Beyartterrein tussen 1890 en 1894

Op 4 november 1794 werd Maastricht, na een belegering waarbij het kloostercomplex De Beyart door bombardementen zwaar werd beschadigd, ingenomen door de troepen van de Franse Nationale Conventie. In 1796 werden alle geestelijke instellingen door de Franse revolutionairen opgeheven. Op 5 december van dat jaar werd de gemeenschap der franciscanessen van het Dal van Josaphat ontbonden en kwam er een (voorlopig) einde aan ruim drie eeuwen geestelijk leven in De Beyart. De gemeenschap telde bij de opheffing vijftien koorzusters en vier werkzusters.
Het kloosterterrein werd door de Franse staat genationaliseerd en in 1797 geveild, maar werd door Anna Catharina Bertrand, ex-kloosterzuster van Peer, teruggekocht voor 28.000 livres, betaald in assignaten. Onduidelijk is of zij plannen had om het klooster nieuw leven in te blazen. In 1827 waren er nog vier zusters in leven, maar deze woonden niet meer gezamenlijk. Op de interactieve kadasterkaart van 1842 is te zien dat het kloosterterrein toen in bezit was van de koopman Jan Andries van Melsen, wonende in de Grote Staat. Waarschijnlijk werden de gebouwen verhuurd aan een landbouwer. Op oude foto's is te zien dat er een bijgebouw in de kapelruïne was gebouwd, waar tevens het hooi hoog opgetast lag. Het terrein kwam later in bezit van het Burgerlijk Armbestuur, dat het in 1893 verkocht aan de Broeders van de Onbevlekte Ontvangenis van Maria.

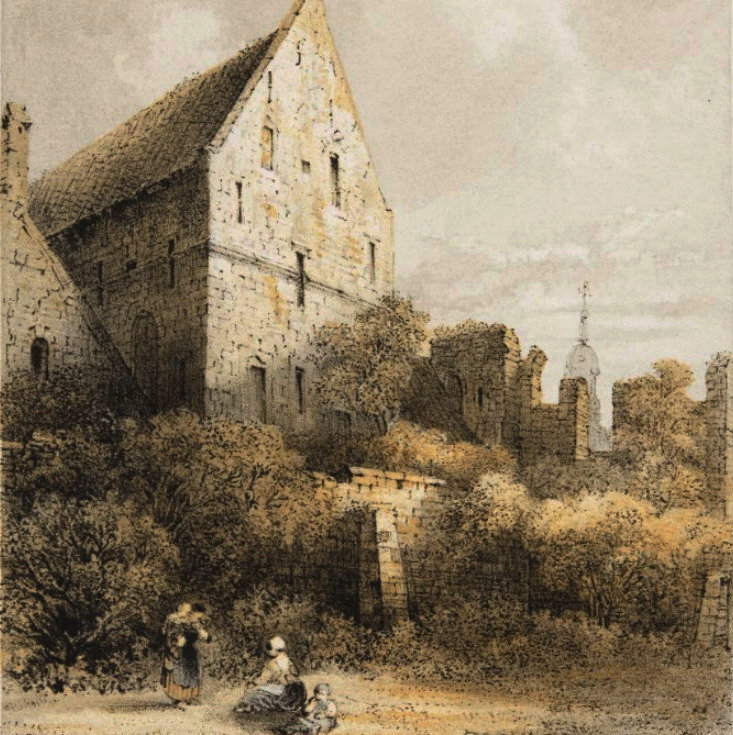
Kloostergebouwen (Alexander Schaepkens, 19e eeuw)
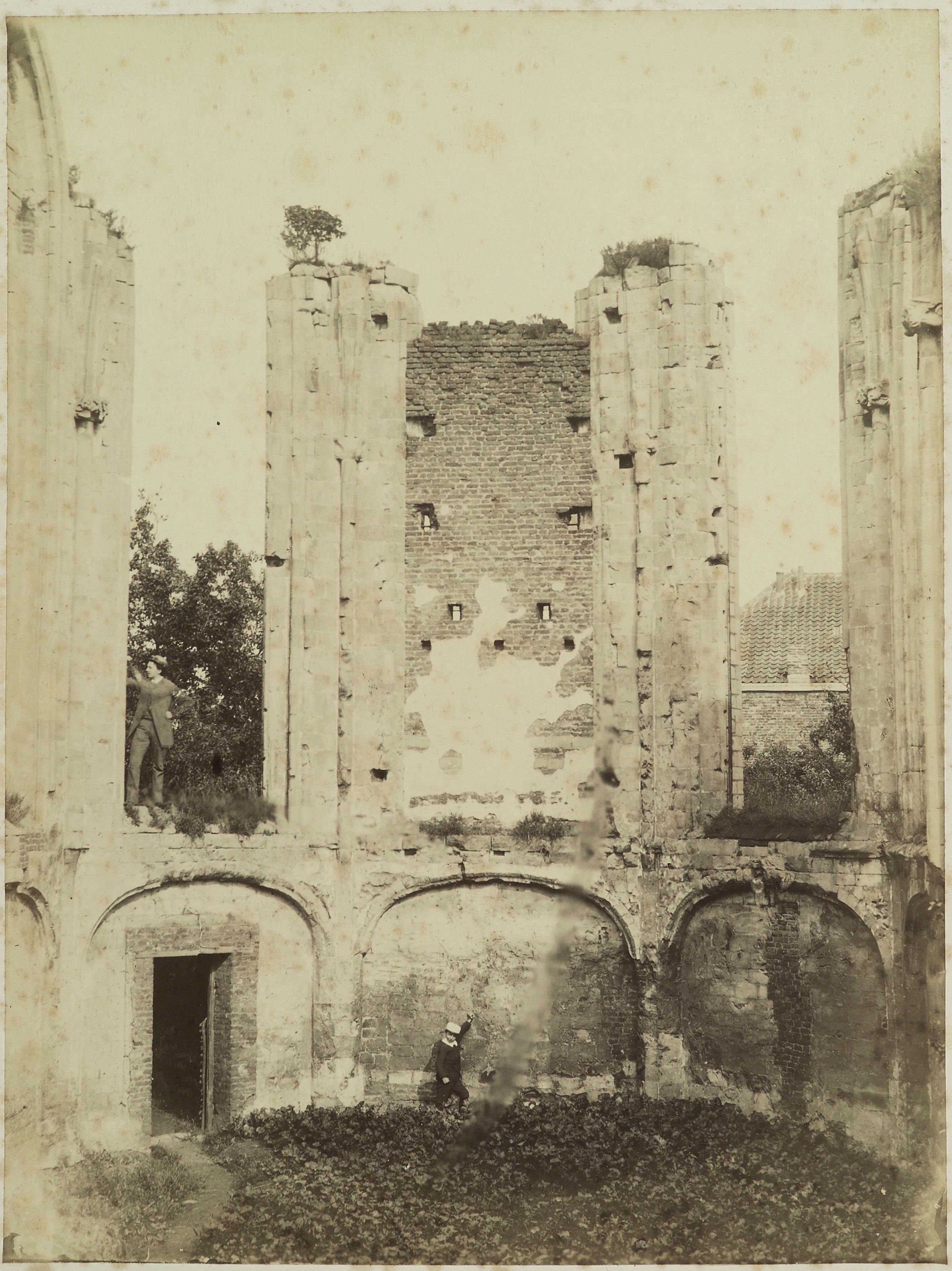
Koor van de kloosterkapel, 1884
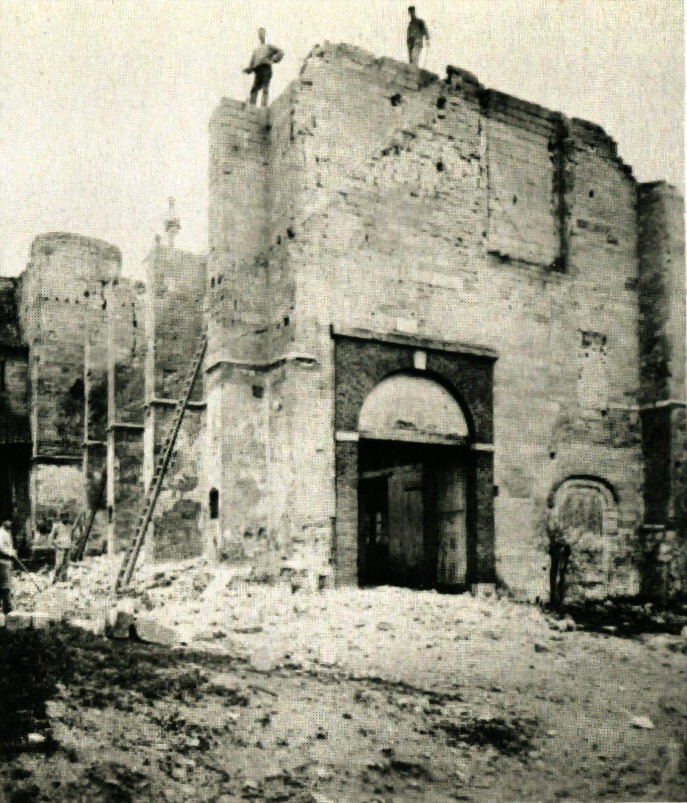
Westgevel kloosterkapel tijdens de sloop, 1894
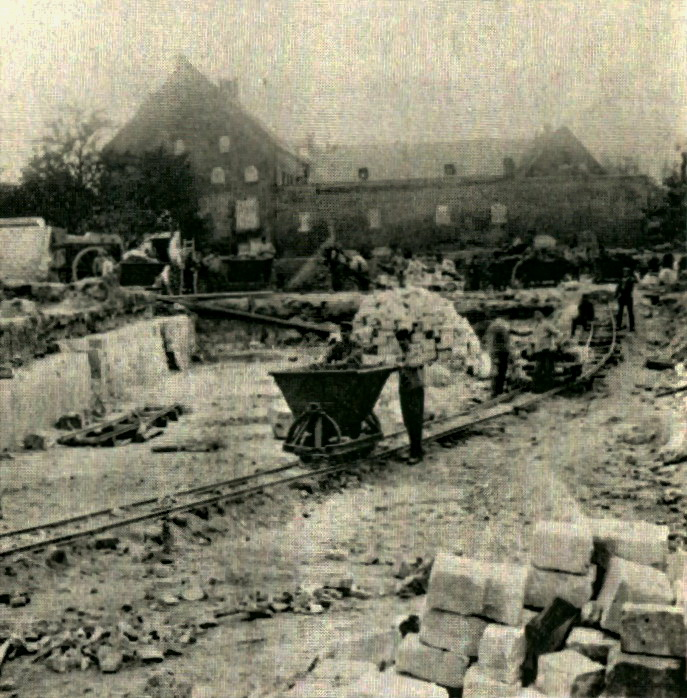
De sloop vrijwel voltooid, 1894

### Tweede Beyart (1894-nu)
De congregatie van de Broeders van de Onbevlekte Ontvangenis van Maria (FIC) was in 1840 in Maastricht opgericht door Louis Hubert Rutten. Het moederhuis van de congregatie was ruim een halve eeuw gevestigd geweest in panden in de Bogaardenstraat en Capucijnengang, maar deze waren door de snelle groei – circa 200 leden omstreeks 1890 – te klein geworden. In juni 1893 kocht de congregatie het drie hectare grote terrein van de Beyart voor 110.000 gulden, met het doel daar een nieuw, groot moederhuis te bouwen.

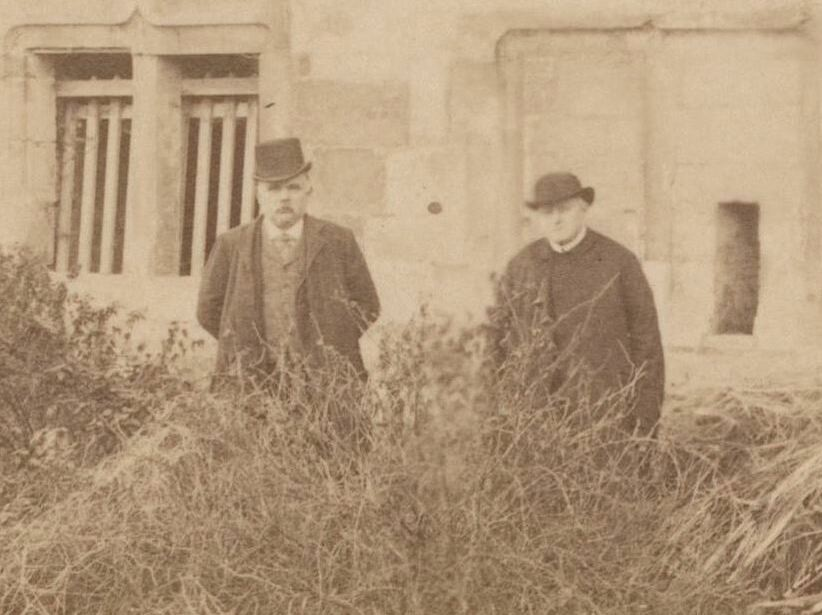
Twee poserende heren, waarschijnlijk de architect L. Faber en de bouwheer broeder Ildefonsus Stans, bij de te slopen gebouwen van de oude Beyart (1893)

Vanaf 1894 verrees op initiatief van overste broeder Ildefonsus Stans op het terrein aan de Brusselsestraat het nieuwe klooster van de broeders van de Onbevlekte Ontvangenis, de tweede of nieuwe Beyart. De nog deels intact zijnde kloostervleugels van de oude Beyart werden daarvoor gesloopt; slechts een muurdeel van de ruïneuze kloosterkapel bleef gehandhaafd. Architect van de nieuwe Beyart was ir. Lambertus Faber (1855-1939). Het ontwerp was een volumineus, trapeziumvormig gebouw met daaraan vastgeplakt in de vorm van een E drie vleugels, waarvan de neogotische kloosterkapel het hart vormde. Aannemer was J. Limpens uit Maastricht, die het klooster voor ƒ 239.000 bouwde. De eerstesteenlegging vond plaats op 10 oktober 1894. Het betrof een van de grootste bouwprojecten uit die tijd voor Maastricht. In 15 maanden tijd werden 1.650.000 bakstenen verwerkt. De oplevering had moeten plaatsvinden in mei 1896, maar het gebouw was bij lange na niet klaar. Aannemer Limpens ging in 1897 failliet, waarop aannemer Schenk het werk voltooide. Het klooster was vanaf oktober 1896 al deels bewoond. De inzegening door deken H. Sevriens van de Sint-Servaaskerk vond plaats op 21 november van dat jaar.
In de loop der jaren verrezen er op het kloosterterrein en in de directe omgeving diverse andere gebouwen. In 1903 werd aan de noordzijde van het terrein (Hoogfrankrijk 27) een jongensschool voor minderbedeelden gebouwd, de Sint-Vincentiusschool, ook wel 'klompenschool' genoemd. Aan de zuidzijde verrezen eveneens twee jongensscholen: in 1912 de Sint-Josephschool, ook een armenschool (achter Brusselsestraat 10) en in 1916 de Sint-Aloysiusschool voor jongens uit de 'betere stand' (achter Brusselsestraat 46). In 1937 verhuisde de blo-school, eveneens een broederschool, van de Bogaardenstraat naar de Herbenusschool, grenzend aan het terrein van De Beyart. In de tuin van het klooster bouwde Alphons Boosten in dat jaar een ziekenpaviljoen met een lighal voor tbc-patiënten. 
In 1940 verwierven de broeders van de Beyart het naastgelegen Cellebroedersklooster met tuin. Wegens bouwvalligheid werden drie van de vier kloostervleugels nog in hetzelfde jaar afgebroken. In 1954 verdween ook de zuidvleugel. Het vrijgekomen terrein werd merendeels betrokken bij de tuin.
Op 17 september 1944, drie dagen na de bevrijding van Maastricht, werd de zuidvleugel (de 'voorbouw') van het Beyartklooster verwoest door een Duitse vliegtuigbom. Deze vleugel werd in 1952 herbouwd naar een sterk vereenvoudigd ontwerp van Boosten, nadat een eerder ontwerp door geldgebrek onuitgevoerd was gebleven. In 1980 is de neogotische kapel afgebroken om plaats te maken voor een nieuwe vleugel ten behoeve van het bejaardenverzorgingshuis.
De broeders van Maastricht vormden een echte onderwijscongregatie. Aanvankelijk werkzaam in het lager onderwijs, richtten zij zich in de twintigste eeuw ook op het geven van onderricht op (M)ULO en VWO. Zij beschikten in het moederhuis, verspreid over vier gesloten verdiepingen in de zuidoostelijke zijde van het trapezium, over een grote boekencollectie op het gebied van taal- en letterkunde, pedagogiek, psychologie, geschiedenis en aardrijkskunde, de Centrale Bibliotheek (CB). Deze werd in 1928 opgericht door broeder Edgard Heynen en diende ter ondersteuning van de middelbare en academische studies van de broeders. Toen het aantal nieuwe roepingen begon terug te lopen, werden op initiatief van broeder Pierre Ubachs, de laatste directeur-bibliothecaris, collectie en leeszaal vanaf 1965 ook toegankelijk gesteld voor middelbare scholieren en anderen. In 1971 schonk de congregatie de bibliotheek met haar circa 140.000 banden voor een symbolisch bedrag aan de Gemeente Maastricht. Na de voltooiing van de bouw van de nieuwe Stadsbibliotheek Maastricht aan de Nieuwenhofstraat in 1977, verhuisde de collectie en sloot de Centrale Bibliotheek in de Beyart.
Na de sterke teruggang van het aantal kloosterlingen sinds de jaren 1960 functioneerde het gebouw steeds meer als bejaardenverzorgingshuis voor de eigen gemeenschap. Omstreeks 1982 werd op de plaats van de afgebroken kloosterkapel een moderne bejaardenflat en verpleegkliniek in gebruik genomen. Deze was bedoeld voor zowel de eigen broeders, als voor religieuzen van andere congregaties, waaronder zusters karmelietessen en reparatricen. In het voormalige Sint-Lidwinapaviljoen vestigden zich aanvankelijk zusters Onder de Bogen, zolang hun eigen klooster aan de Kommelzijde werd verbouwd. Vanaf circa 2016 verbleven er zusters van het Arme Kind Jezus.
Anno 2020 woonden er in het woon-zorgcentrum De Beyart circa vijftig religieuzen en honderd niet-religieuzen; er werkten ca. 300 mensen. In 2020 is het gehele Beyartterrein met alle gebouwen door de congregatie verkocht aan een vastgoedinvesteerder. De broeders die geen permanente zorg nodig hadden vestigden een communauteit in het voormalig protestants weeshuis aan de Prins Bisschopsingel. De plannen voor het Beyartterrein waren anno 2025 nog in voorbereiding. Het zorgcentrum zou mogelijk uitgebreid worden. Het terrein zou een opener karakter krijgen. Aan de kant van Hoogfrankrijk zou een deel van de kloostertuin opgeofferd worden om zorgwoningen te bouwen.

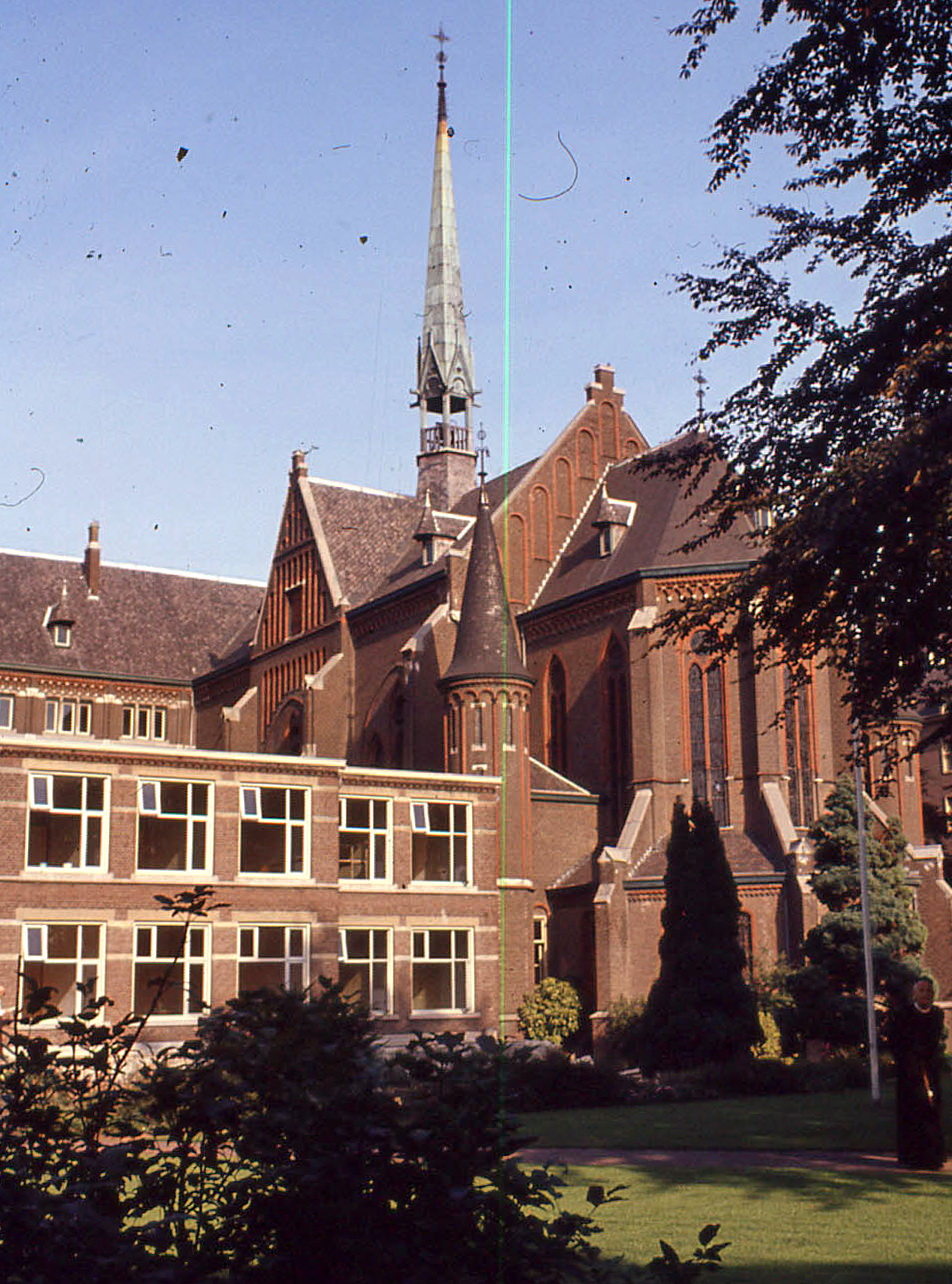
Neogotische kloosterkapel en aanbouw, 1968
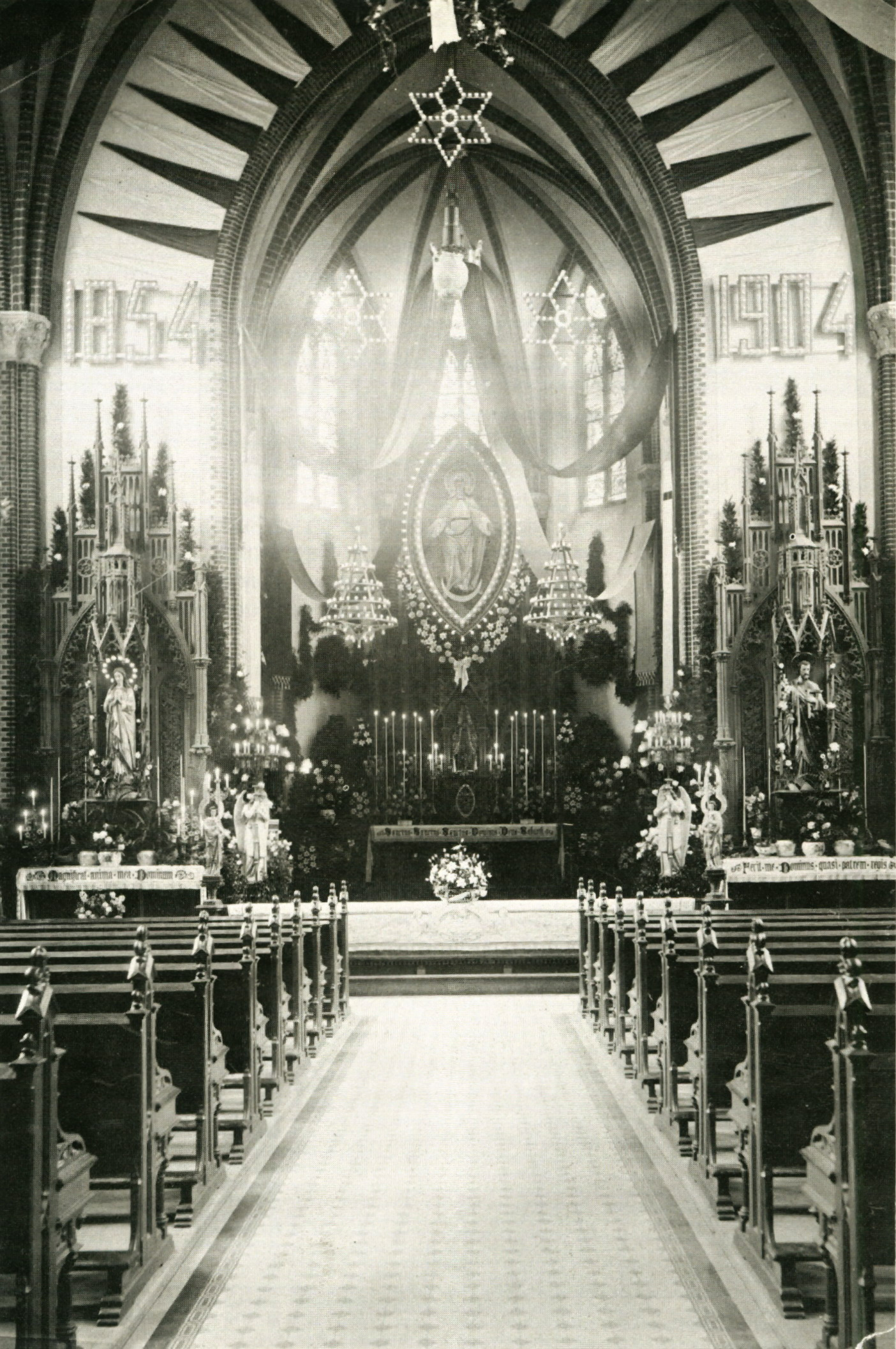
Interieur kloosterkapel, gezien naar het koor, 1904
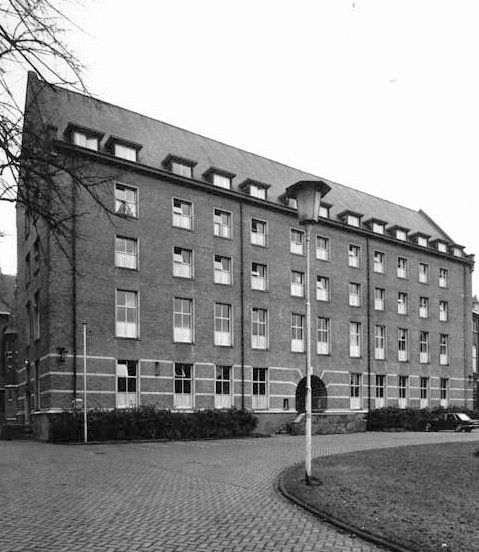
'Boostenvleugel', herbouwd na oorlogsschade, ca. 1975
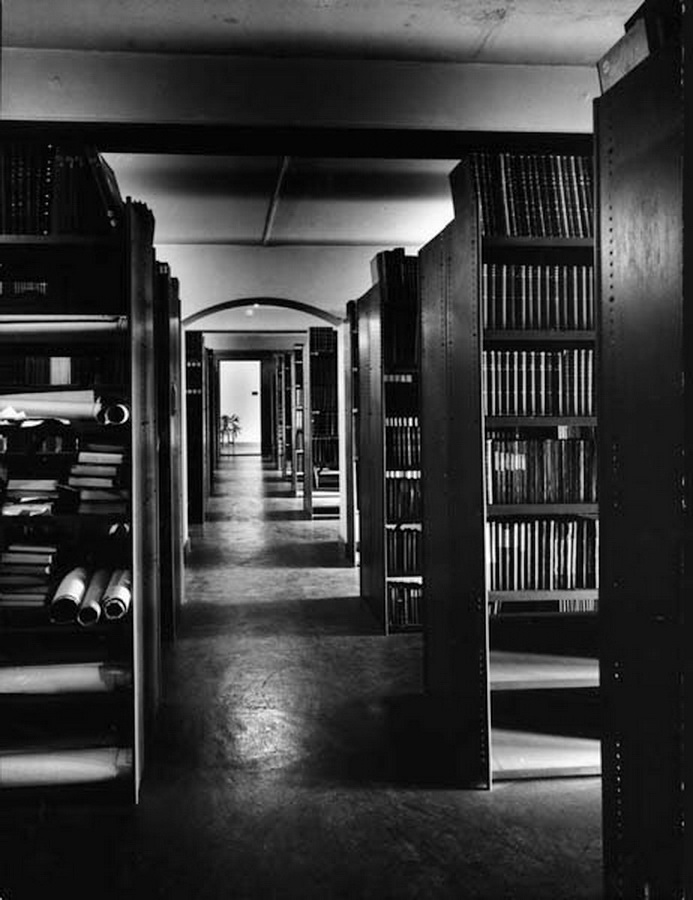
Vm. Centrale Bibliotheek in het klooster, 1971

## Architectuur en erfgoed

### Eerste Beyart: ruïne kloosterkapel

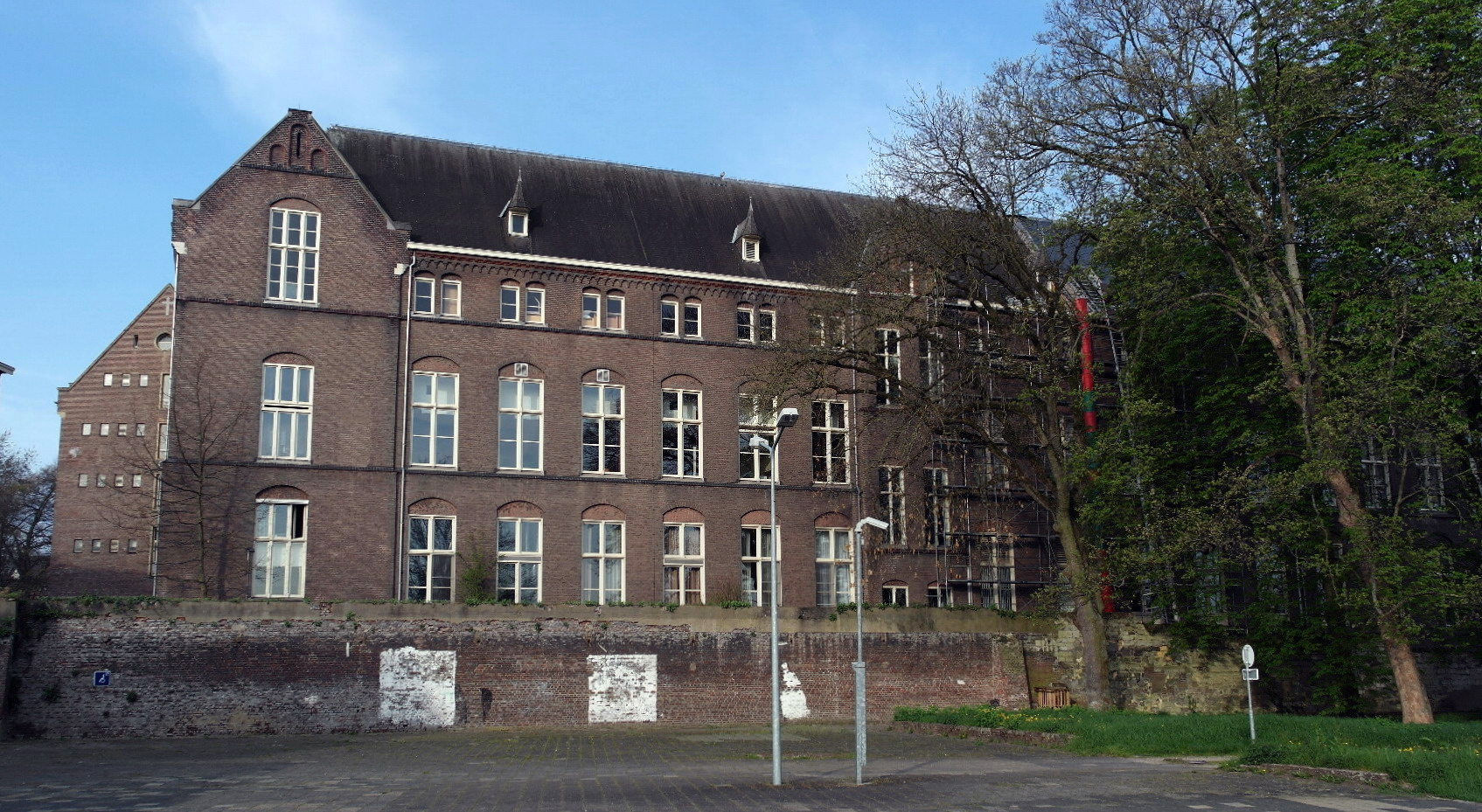
Oostfaçade van het tweede Beyartklooster, gezien vanaf het terrein van de Hof van Tilly

De kloosterkapel werd tussen 1479 en 1509 gebouwd in laatgotische stijl en was gewijd aan Sint-Jan Evangelist. De eenbeukige dubbelkapel bestond uit twee verdiepingen (de bovenkapel voor de zusters, de benedenkapel voor bezoekers) en bezat een veelhoekig koor, waarboven zich een kleine klokkentoren bevond. Vóór de bouw van het nieuwe Beyartklooster stonden nog grote delen van de kloosterkapel overeind, inclusief metershoge muren van het koor en de vrijwel complete westgevel met een neoclassicistische deuromlijsting. Thans is slechts een deel van de zuidelijke kapelmuur bewaard gebleven. Het is waarschijnlijk de oudste vrijstaande monumentale ruïne in Nederland. Op het muurrestant zijn nog kleine kapitelen met engelenfiguren te zien, die deel uitmaakten van colonnetten, die het gewelf droegen. Bij de afbraak van de kapel in 1894 stuitte men op een grafkelder met zestien achttiende-eeuwse graven, gerangschikt in twee rijen aan een gang. De grafkelder is bij de sloop geruimd. De kapelruïne is sinds 1966 een rijksmonument.

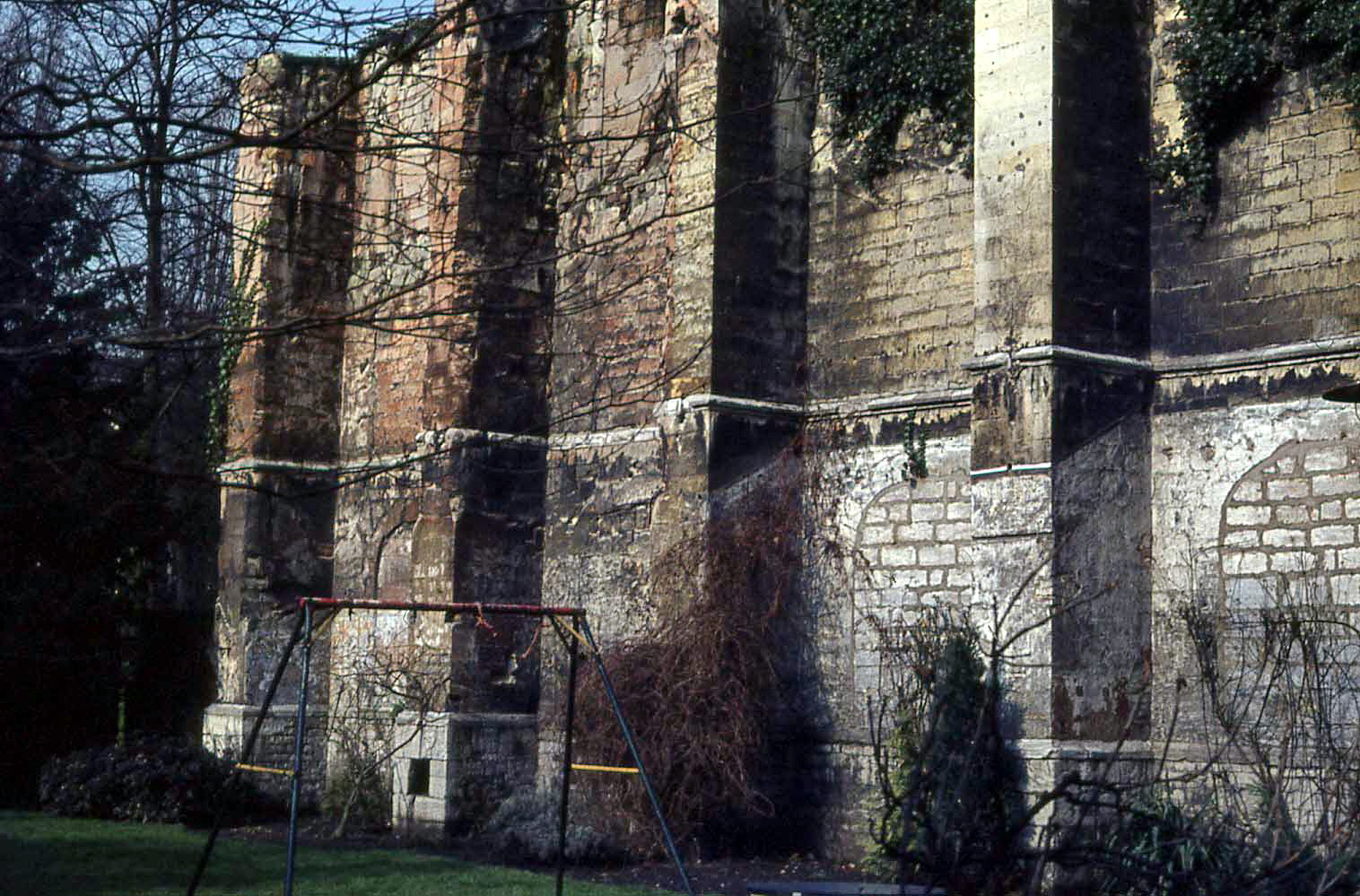
Ruïne kloosterkapel, zuidzijde
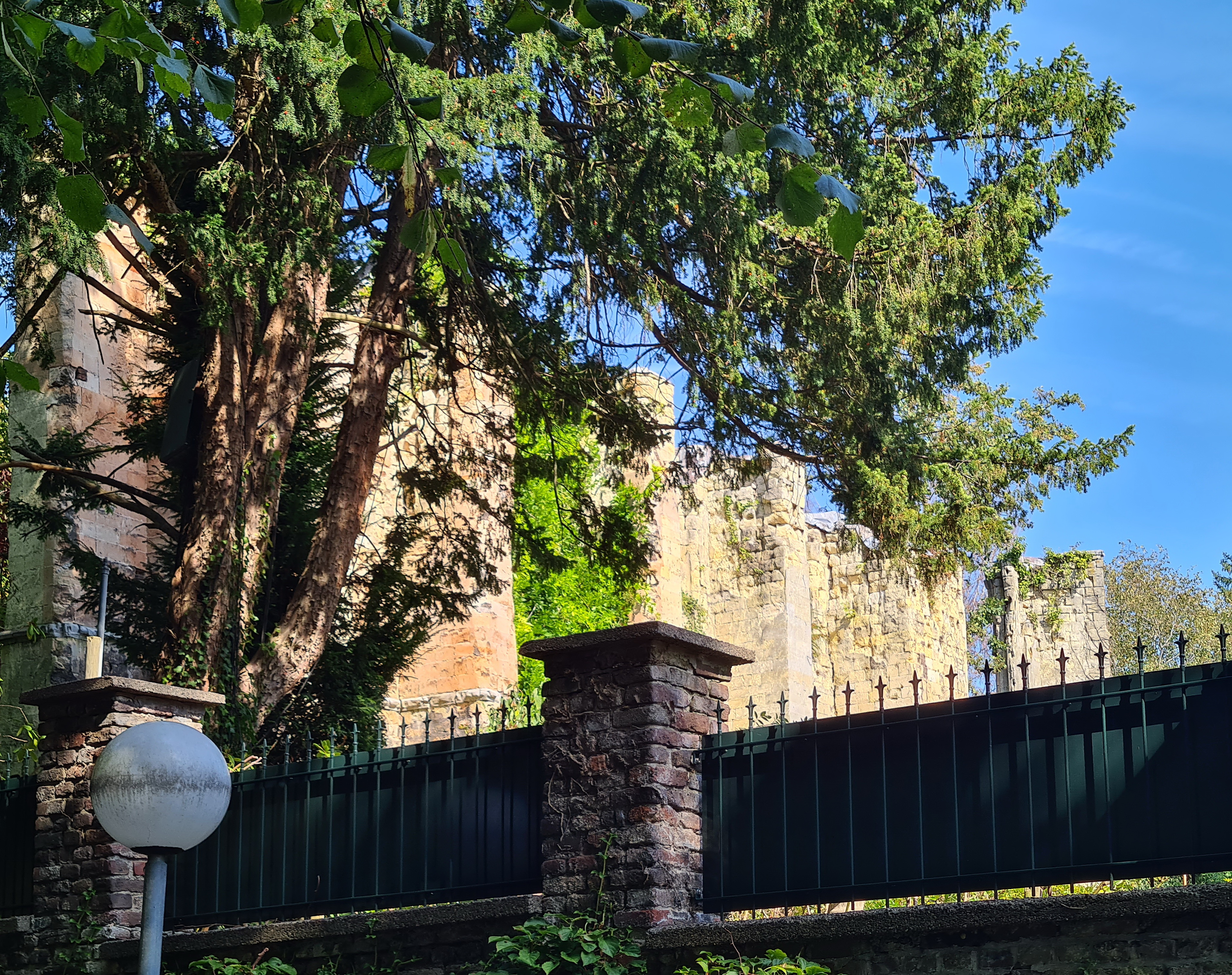
Idem, vanuit het zuidwesten
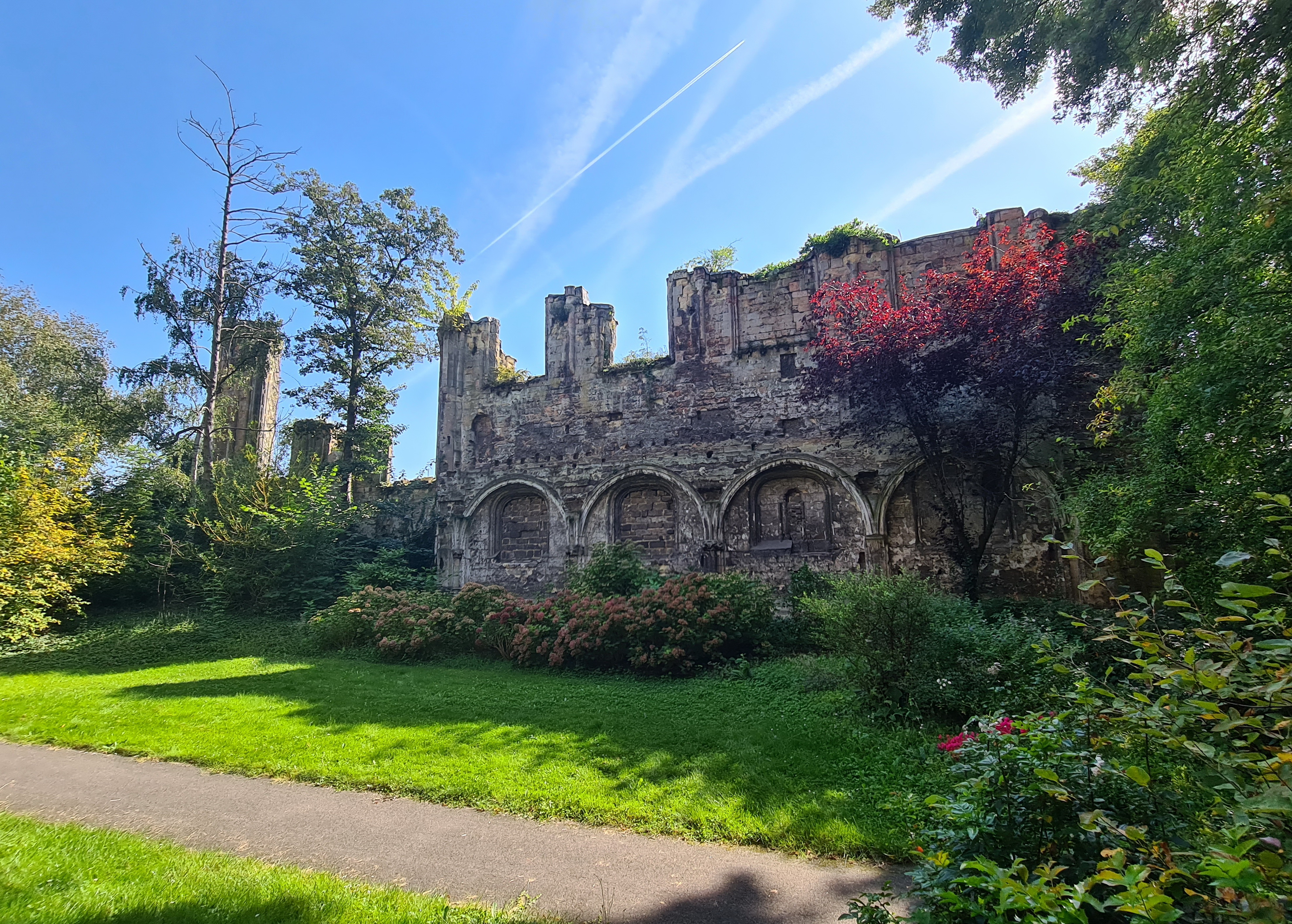
Muurrestanten, noordzijde
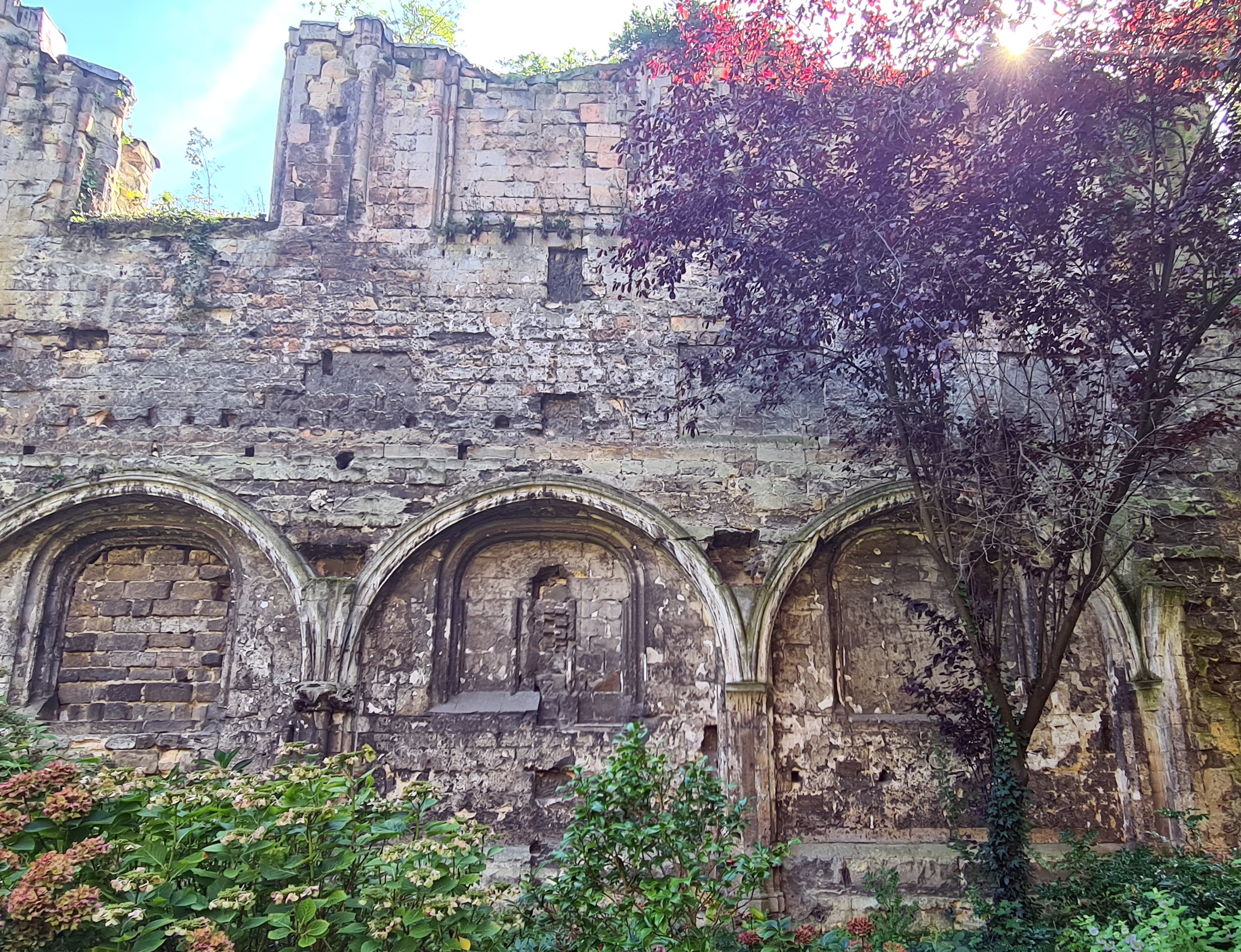
Idem, detail

### Tweede Beyart: kloosterpand
Het nieuwe klooster De Beyart werd in 1894-'96 gebouwd naar een ontwerp van de Haagse architect Lambertus Faber, die enkele jaren later ook de kweekschool van de broeders aan de Tongerseweg zou ontwerpen. Het complex bestaat uit een vrij sober hoofdgebouw in de vorm van een gesloten trapezium met binnenhof, en daaraan vastgeplakt drie vleugels die een hoofdletter E vormen. Tussen de drie vleugels bevinden zich twee naar de tuin geopende binnenhoven. De middelste van de drie vleugels werd gevormd door de kloosterkapel, in feite het meest uitgesproken neogotische bouwdeel. De in september 1944 verwoeste zuidvleugel, de zogenaamde 'voorbouw', waar zich de hoofdingang bevond, werd in 1952 naar een ontwerp van Alphons Boosten vernieuwd. In 1980 werd de kapel afgebroken. Hier verrees in 1980-'82 een moderne vleugel met een nieuwe hoofdingang met grote foyer en zorgappartementen, een vroeg ontwerp van architect Jo Coenen.  Ook intern werd het gebouw diverse malen gemoderniseerd. Door de vele verbouwingen heeft het complex veel van het oorspronkelijk karakter verloren. Het laat negentiende- en twintigste-eeuwse gebouwencomplex is een gemeentelijk monument.

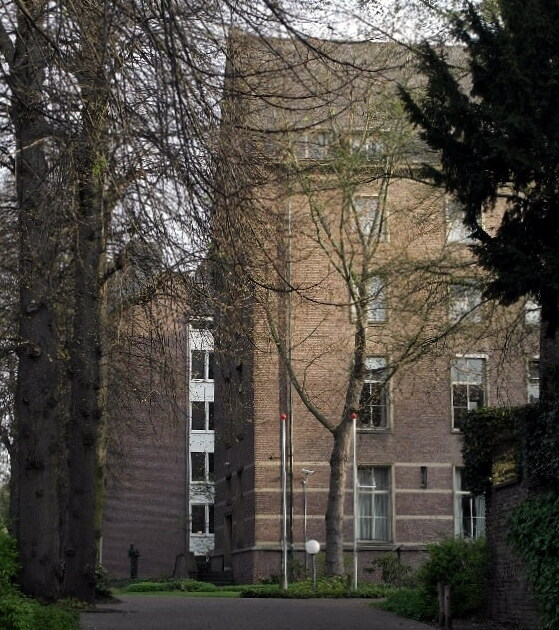
Vernieuwde voorbouw (1952) en middenvleugel (1982, links)
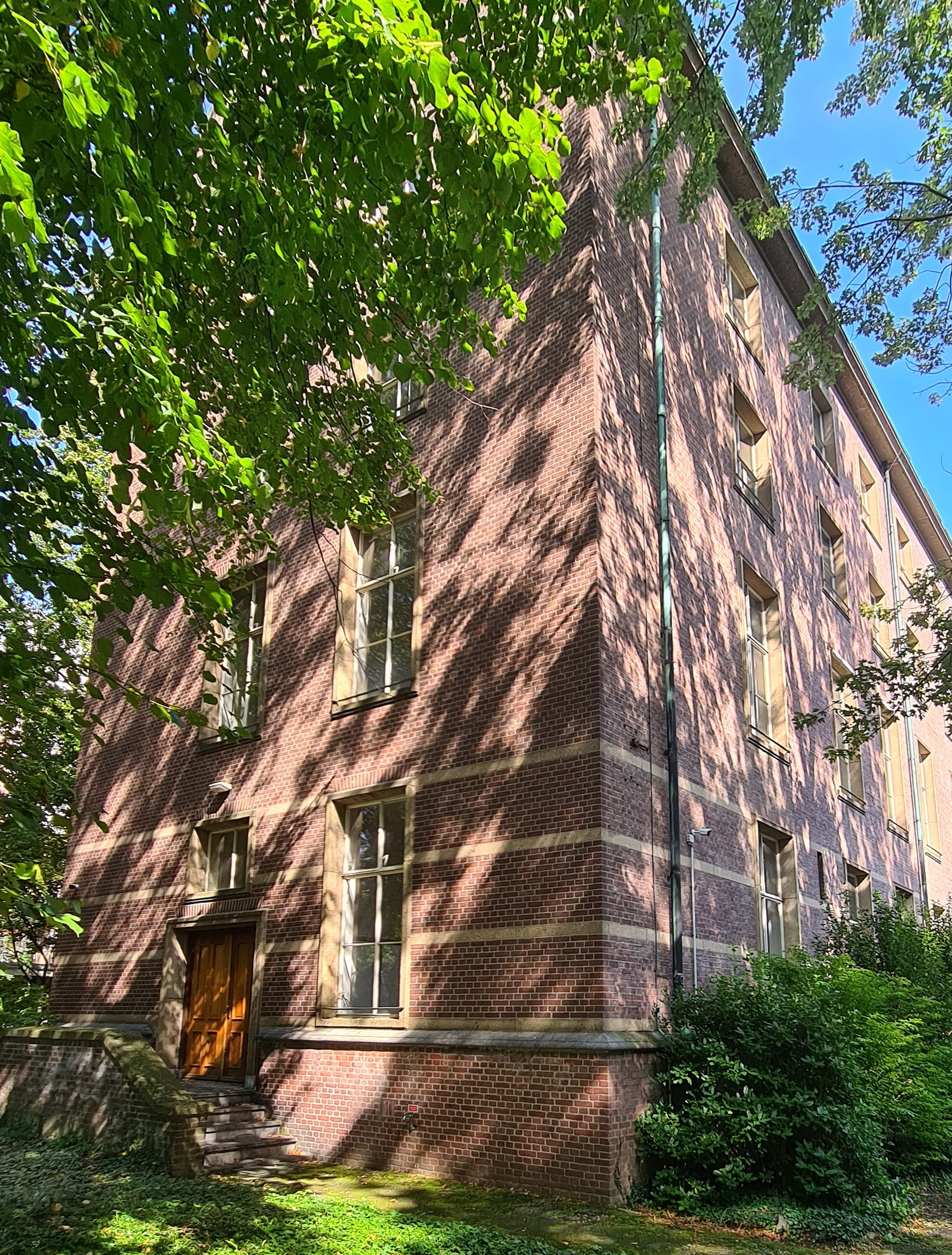
Kopgevel (links) en zijgevel van de Boostenvleugel
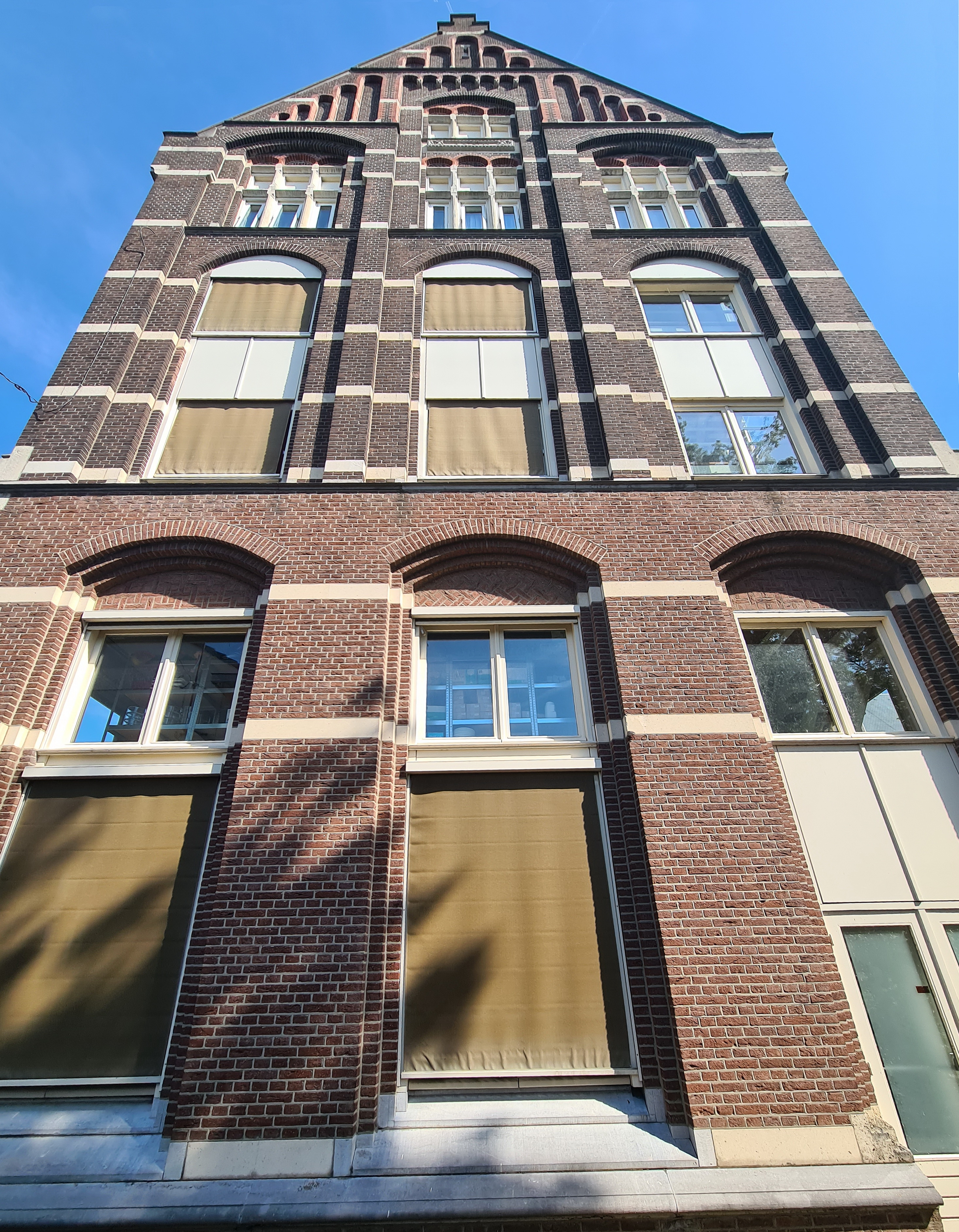
Neogotische kopgevel van de noordvleugel
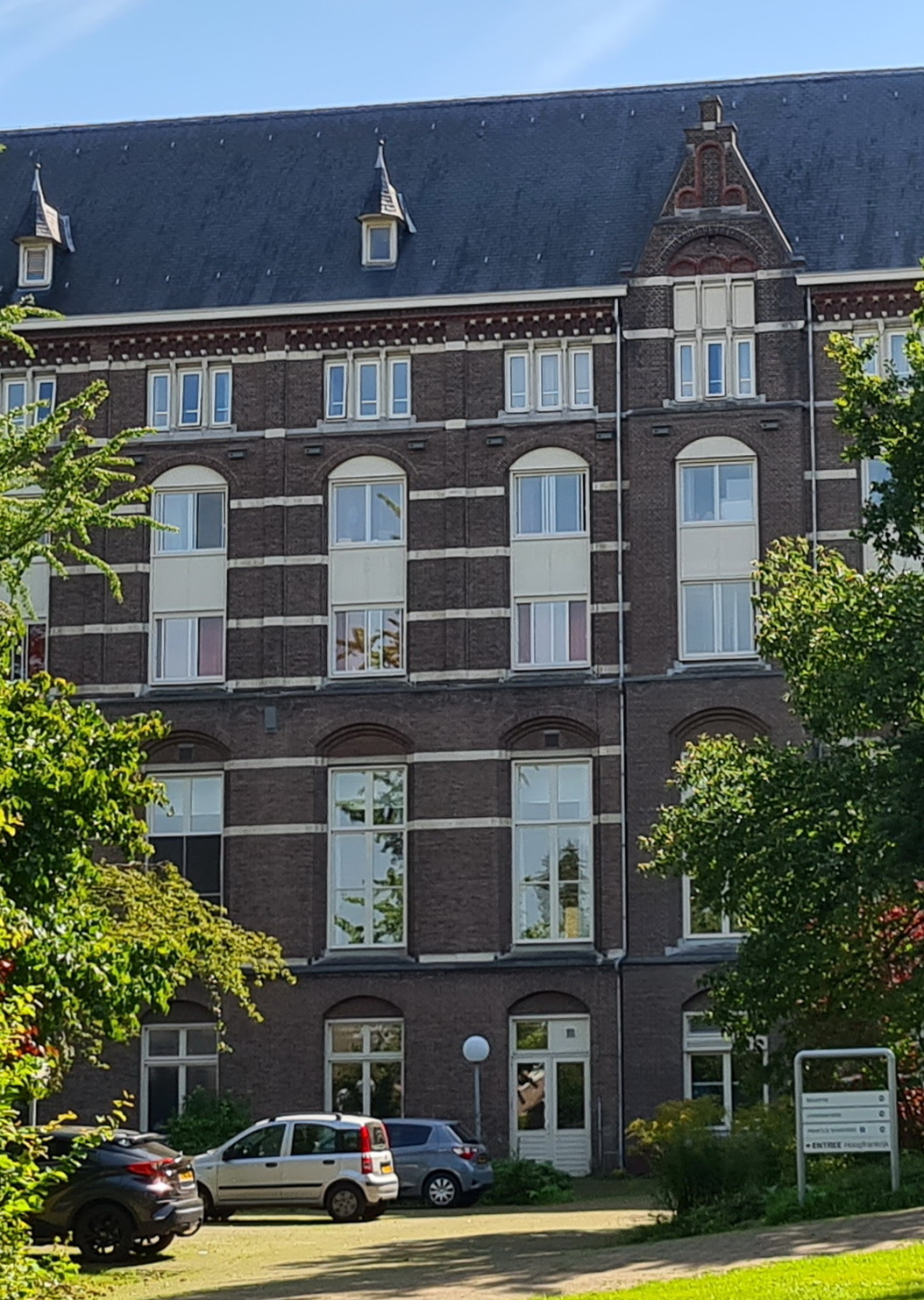
Deel van de noordgevel met ingang Hoogfrankrijk

### Tweede Beyart: poortgebouw en portiersloge

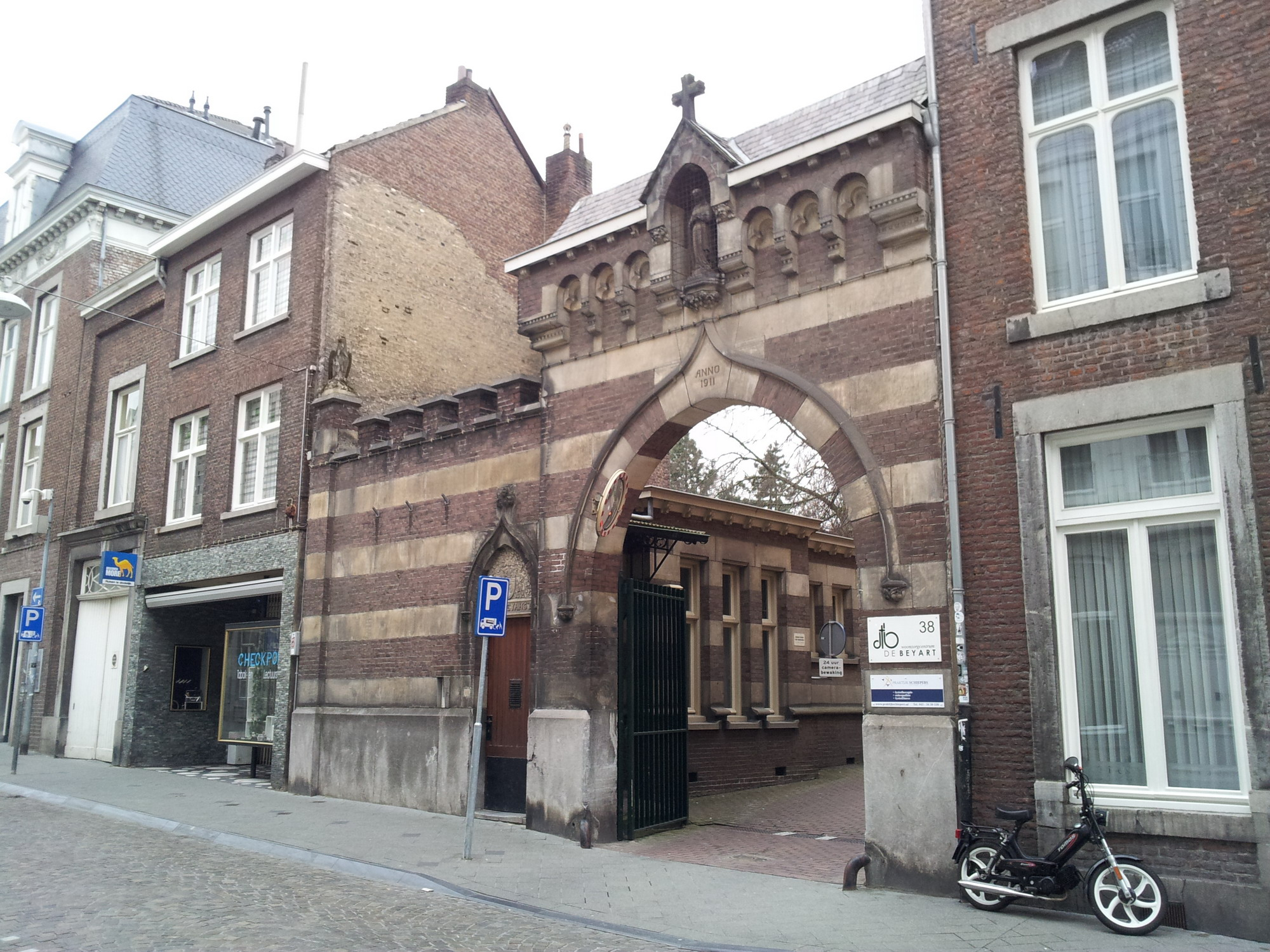
Poortgebouw aan de Brusselsestraat. In de poortopening is de portiersloge te zien

Het neogotisch poortgebouw aan de Brusselsestraat uit 1911, eveneens door Faber ontworpen, is min of meer ongewijzigd gebleven. Faber liet aan het begin van de oprijlaan aan de Brusselsestraat in de rooilijn tussen twee belendende panden een muur optrekken met typisch Maaslandse speklagen van baksteen en zandsteen, boven een hardstenen plint. Het rechter muurdeel is hoger dan het linker. Het linker muurdeel is versierd met kantelen; geheel links staat een gebeeldhouwde adelaar. Rechts wordt de muur bekroond door een rondboogarcade onder een leien afdakje, waarin een nis met een Mariabeeld is opgenomen. In de muur bevinden zich twee poortopeningen. De linker poort is smal en spitsbogig en bevat in de spitsboog een met ajourwerk versierde steen, waarop het huisnummer (38) en de naam van het gebouw („De Beyart”) staan vermeld. De rechter poort is breed en heeft een poortboog die het midden houdt tussen een rondboog en een spitsboog. Boven beide poorten is ter versiering een geprofileerde en op gebeeldhouwde consoles rustende accoladeboog aangebracht. Bij het kleine poortje eindigt deze in een kruisbloemornament, bij de grote poort is dat een ander bloemachtig ornament, waarop de nis met het Mariabeeld rust. De nis wordt afgedekt door een zadeldakje waarop een stenen kruis staat.
De reeds lang niet meer als zodanig in gebruik zijnde portiersloge ligt direct achter het poortgebouw, ter linkerzijde van de oprijlaan. Het is een eenlagig bouwwerk met een plat dak. De gevels zijn eveneens opgebouwd uit speklagen en bevatten smalle, hoge vensters. Het poortgebouw en de loge vormen, evenals het hoofdgebouw, een gemeentelijk monument. Tegenover de portiersloge is in de zijmuur van het zeventiende-eeuwse pand Brusselsestraat 36 een gevelsteen met het wapen van de congregatie ingemetseld: een lelie omgeven door een krans met twaalf sterren, symbolen van de maagd Maria. De Latijnse tekst Sub præsidio B.M.V. sine macula conceptiæ herinnert aan het feit dat het klooster onder het patronaat staat van de Gezegende Maagd Maria (B.M.V. = Beata Maria Virgine) van de Onbevlekte Ontvangenis.

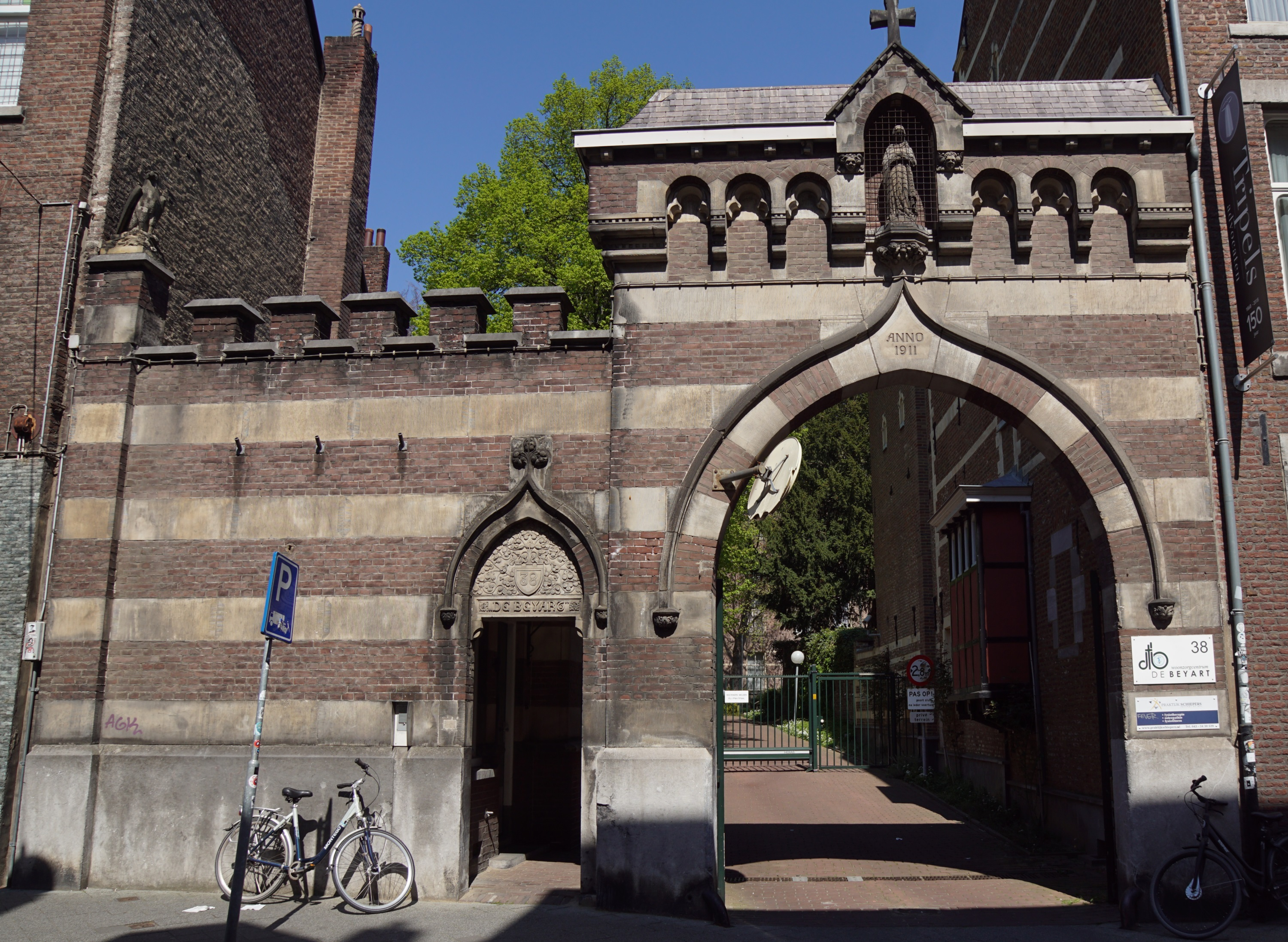
Poortgebouw Brusselsestraat
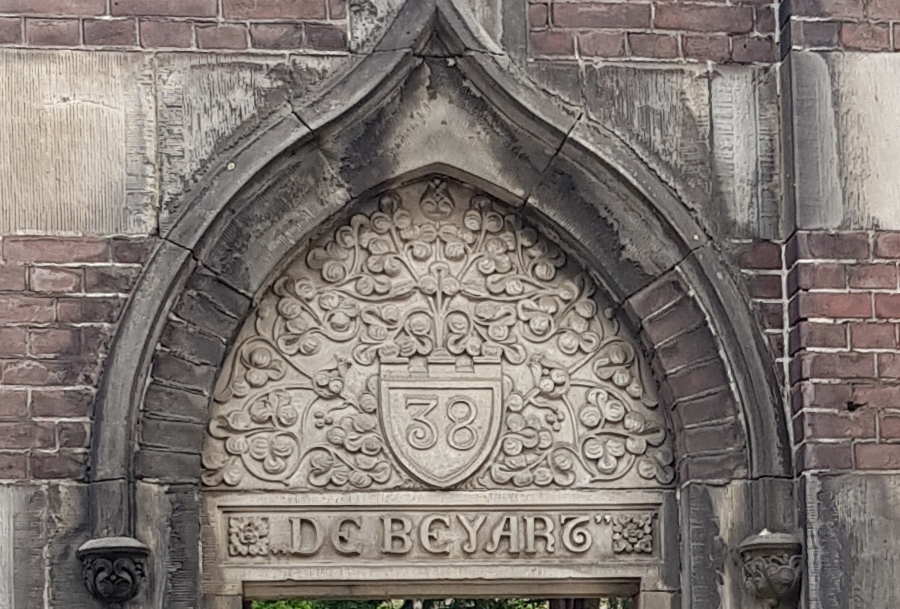
Detail poortje
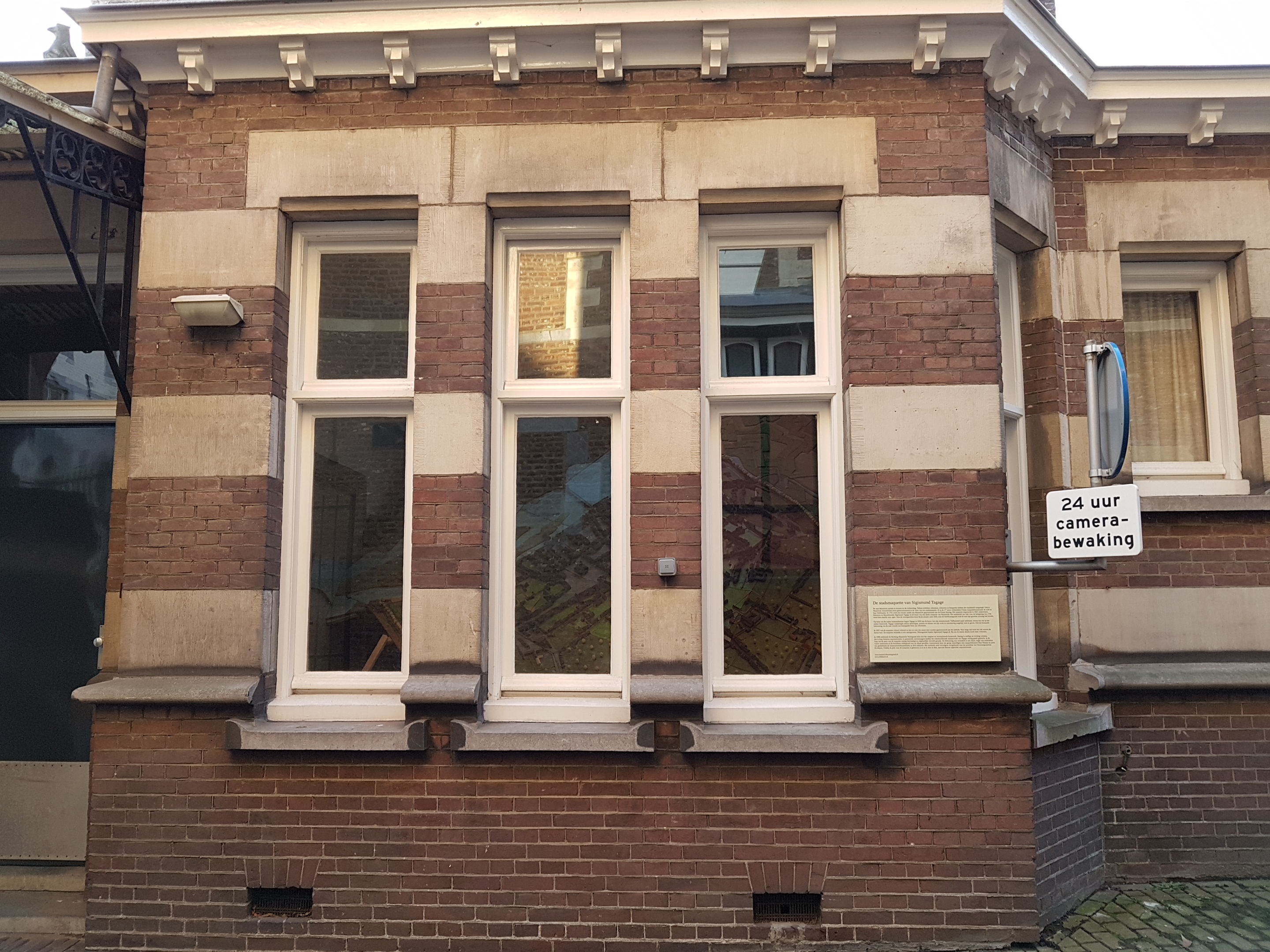
Portiersloge
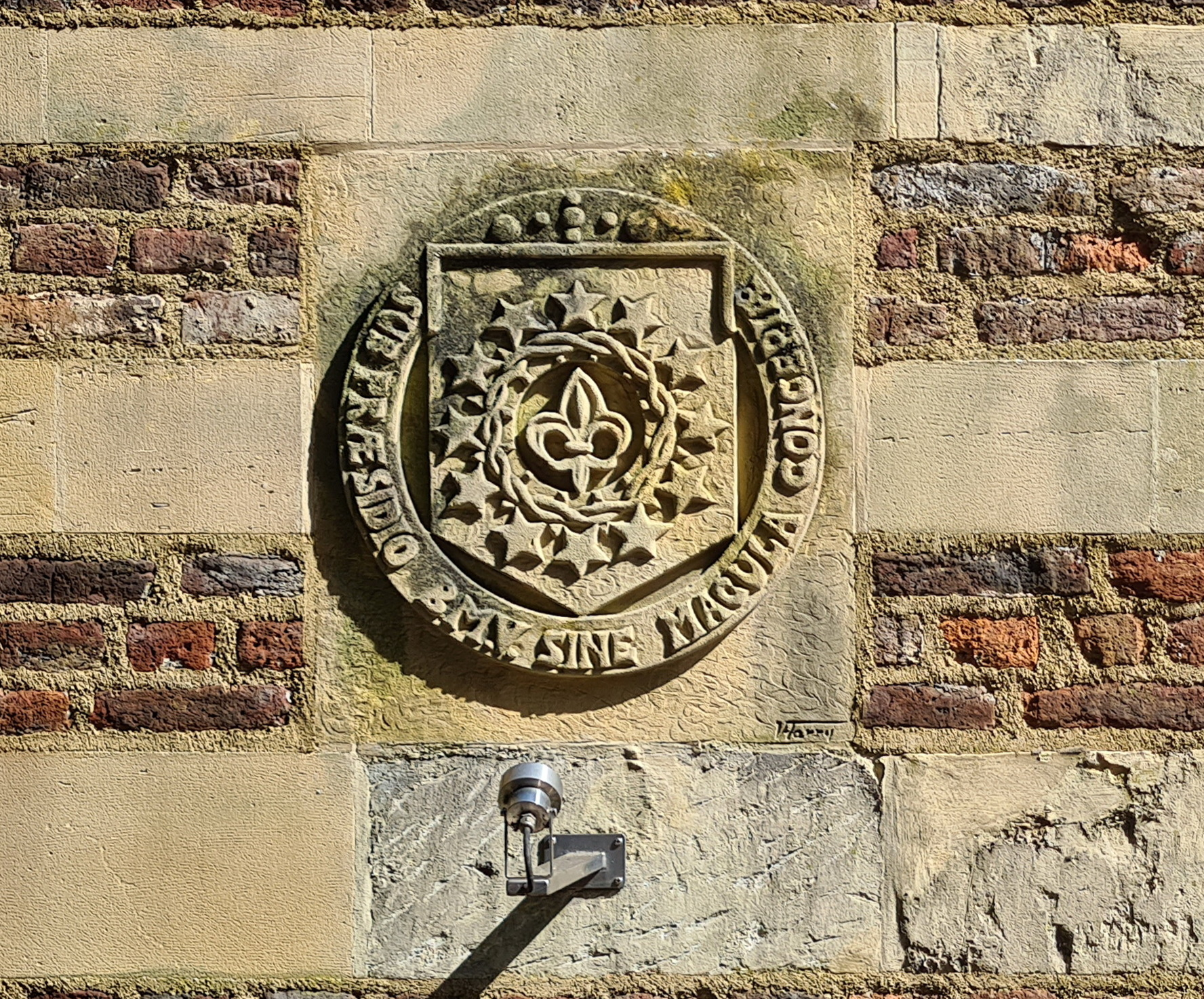
Gevelsteen met wapen

### Tweede Beyart: Sint-Lidwinapaviljoen
Het Sint-Lidwinapaviljoen in de tuin van het klooster werd in 1937 door Alphons Boosten ontworpen. Het was bedoeld als sanatorium en ziekenboeg voor langdurig zieken uit de eigen congregatie. Het gebouw is mogelijk geïnspireerd op het in 1928 opgeleverde sanatorium Zonnestraal van Jan Duiker. Boosten ontwierp een gebouw met twee vleugels in functionalistische stijl, bestaande uit betonnen kolommen en leggers, opgevuld met witgepleisterde bakstenen muren. De ranke stalen kozijnen van deuren en vensters zorgen voor een zee aan licht. De geknikte, lange zuidgevel bevat op de begane grond een loggia-achtige serre, die als lighal voor tbc-patiënten was bedoeld. Aan de noordzijde bevindt zich een kleine kapel als aanbouw. In de kapel zijn muurschilderingen aangebracht door de benedictijner broeder en kunstenaar François Mes. Het Sint-Lidwinapaviljoen  is sinds 1997 een rijksmonument.

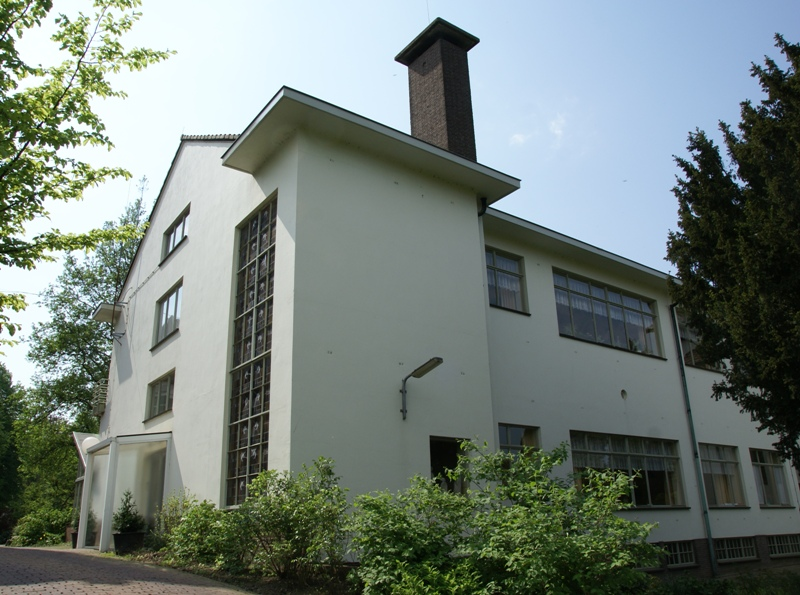
Oost- en noordgevel
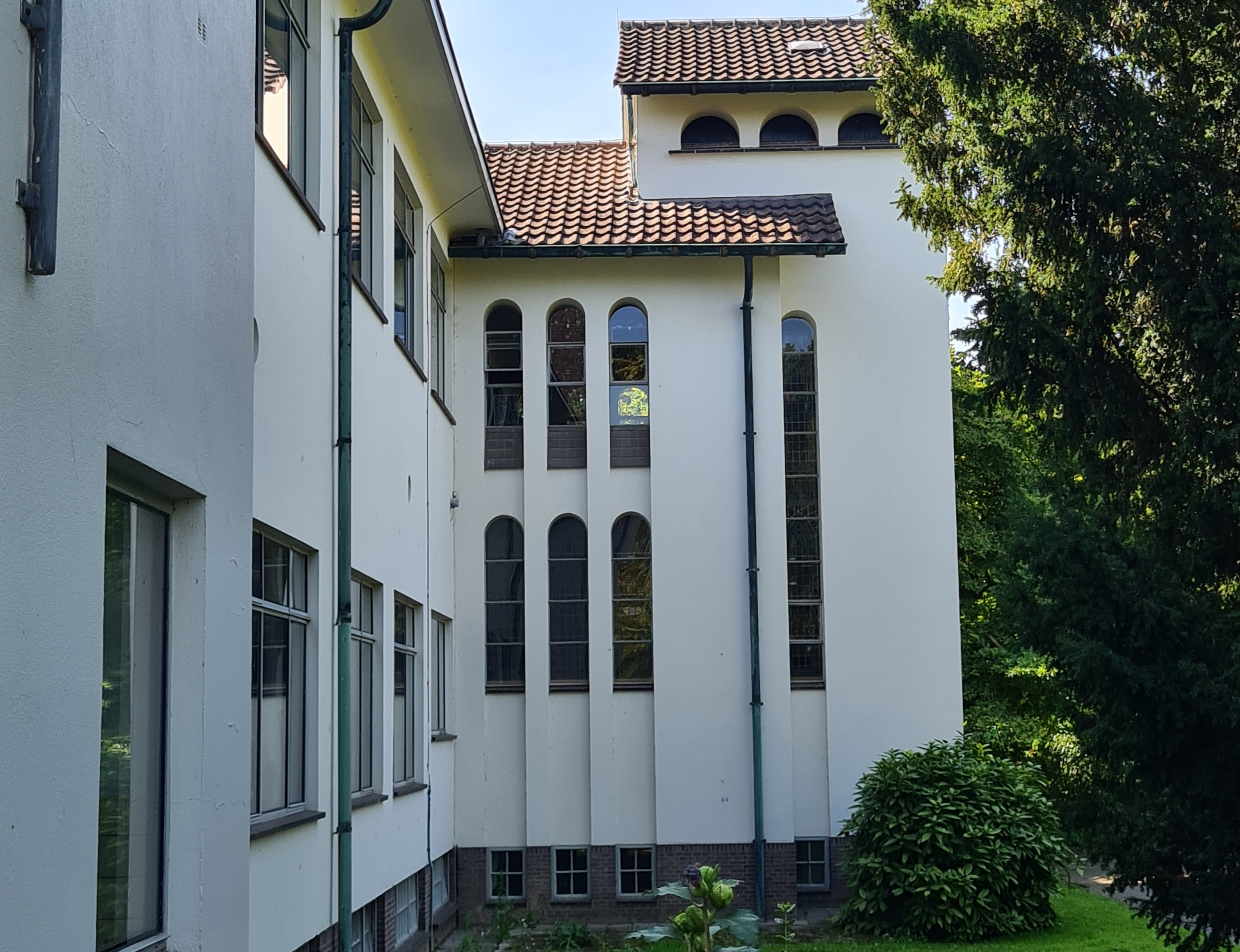
Noordgevel en kapel
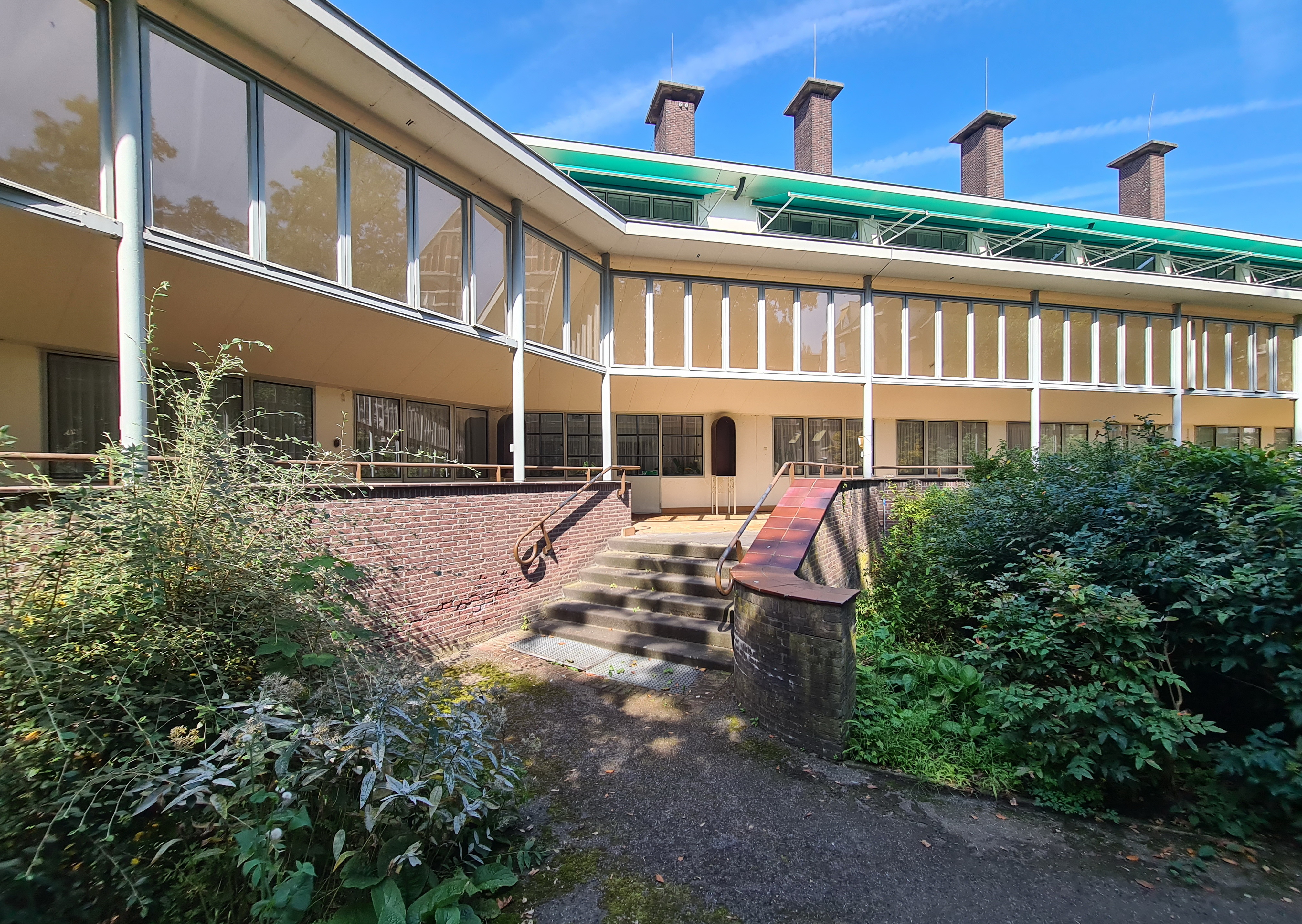
Zuidzijde met lighal
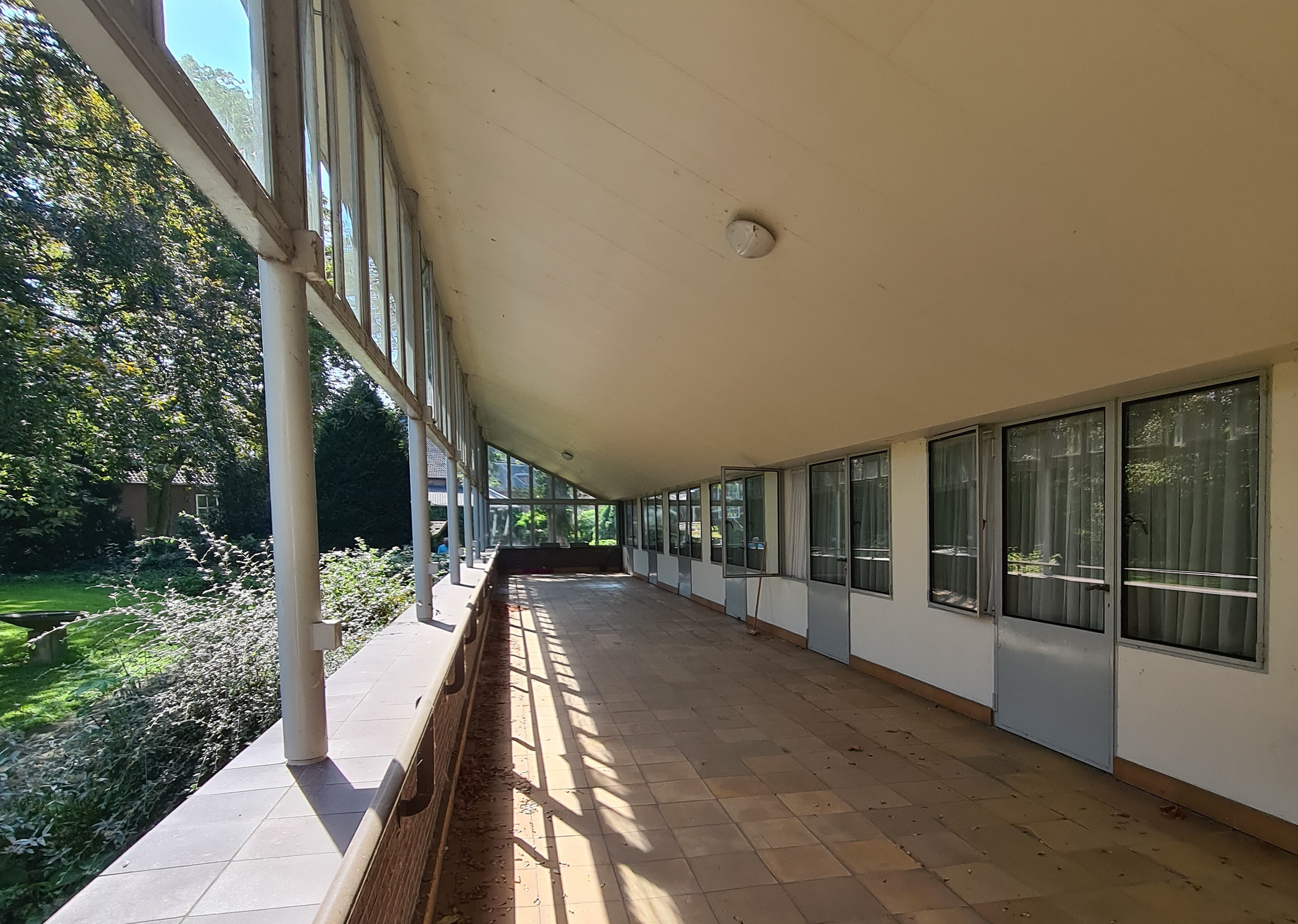
Interieur lighal

### Tweede Beyart: kloostertuin
De kloostertuin van De Beyart is een privaat park, dat aan het oog wordt onttrokken door de bebouwing aan de Brusselsestraat, Capucijnenstraat, Hoogfrankrijk, Herbenusstraat en Cellebroedersgang. Slechts op enkele punten (Hoogfrankrijk, Cellebroedersgang) is een glimp op te vangen van de groene enclave in deze dichtbebouwde buurt. De Beyarttuin wordt gedeeltelijk omgeven door een hoge bakstenen muur. De (voormalige) gebouwen van de broeders van de Onbevlekte Ontvangenis liggen middenin (tweede Beyartklooster, Sint-Lidwinapaviljoen) en aan de rand van het park (Sint-Aloysiusschool, Sint-Jozefschool, Sint-Vincentiusschool). De ruïne van de middeleeuwse Beyartkapel vormt een romantisch decor aan de zuidoostzijde. Aan de zuidwestzijde is dat het voormalige Cellebroedersklooster. Naast de geasfalteerde hoofdpaden, die de diverse gebouwen en de ingangen aan de Brusselsestraat en Hoogfrankrijk met elkaar verbinden, zijn er beklinkerde tuinpaden die het gebied ontsluiten. De tuin ligt als een sikkel rond het hoofdgebouw; alleen aan de oostzijde ontbreekt hiervoor de ruimte. Zij bevindt zich op twee niveaus. Een gedeelte is beplant met fruitbomen; de rest bevat gazons en bloemperken. Erin bevinden zich twee vijvers met siervissen, een vogelvolière, een in onbruik geraakte monumentale waterput, meerdere beelden van heiligen en een wegkruis. Monumentale bomen zijn de rode beuk bij het Lidwinapaviljoen en een solitaire cipres. Verder zijn er groepen taxusbomen, haagbeuken, lindebomen, berken en de al genoemde fruitbomen. De Beyarttuin is een gemeentelijk monument.

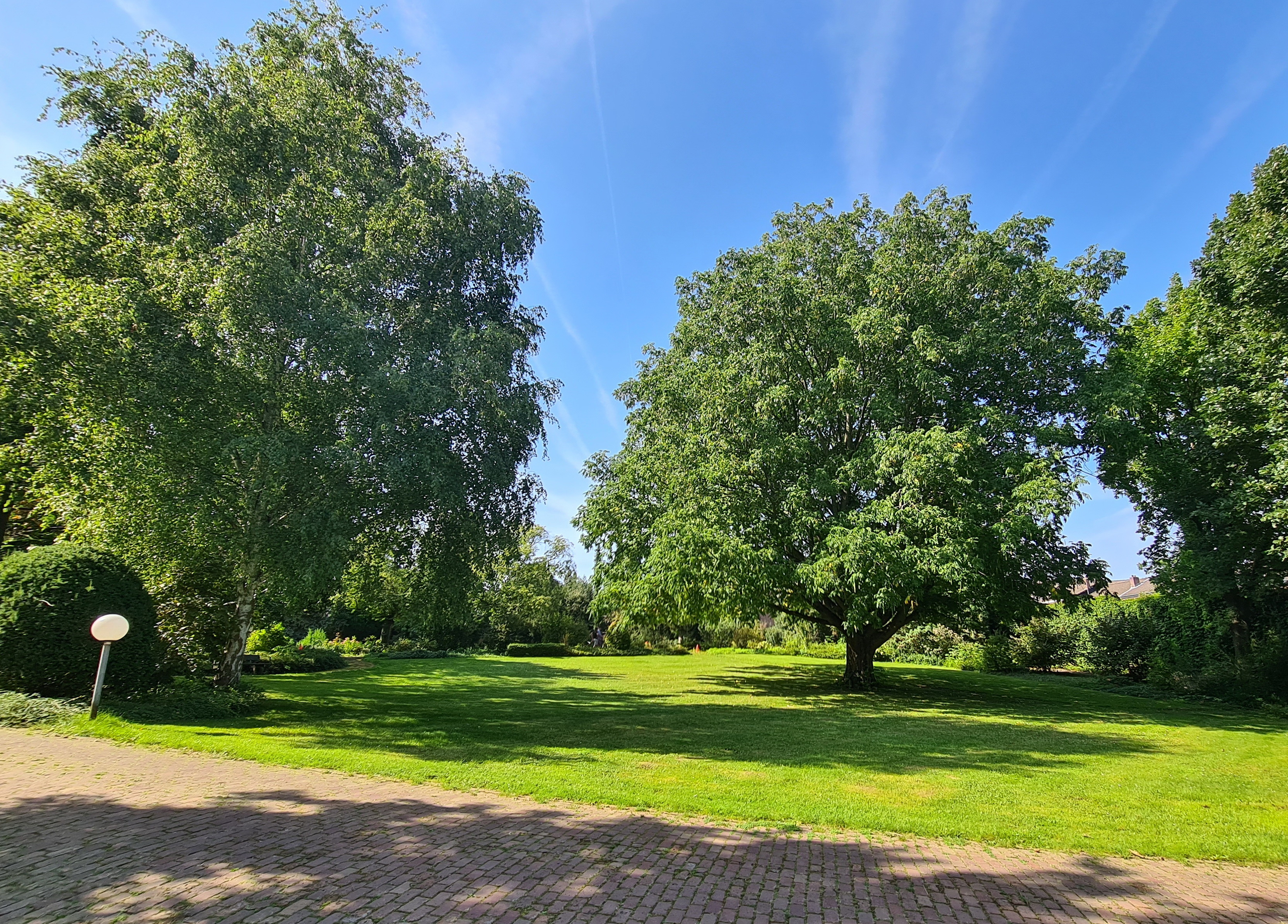
Solitaire bomen en gazon
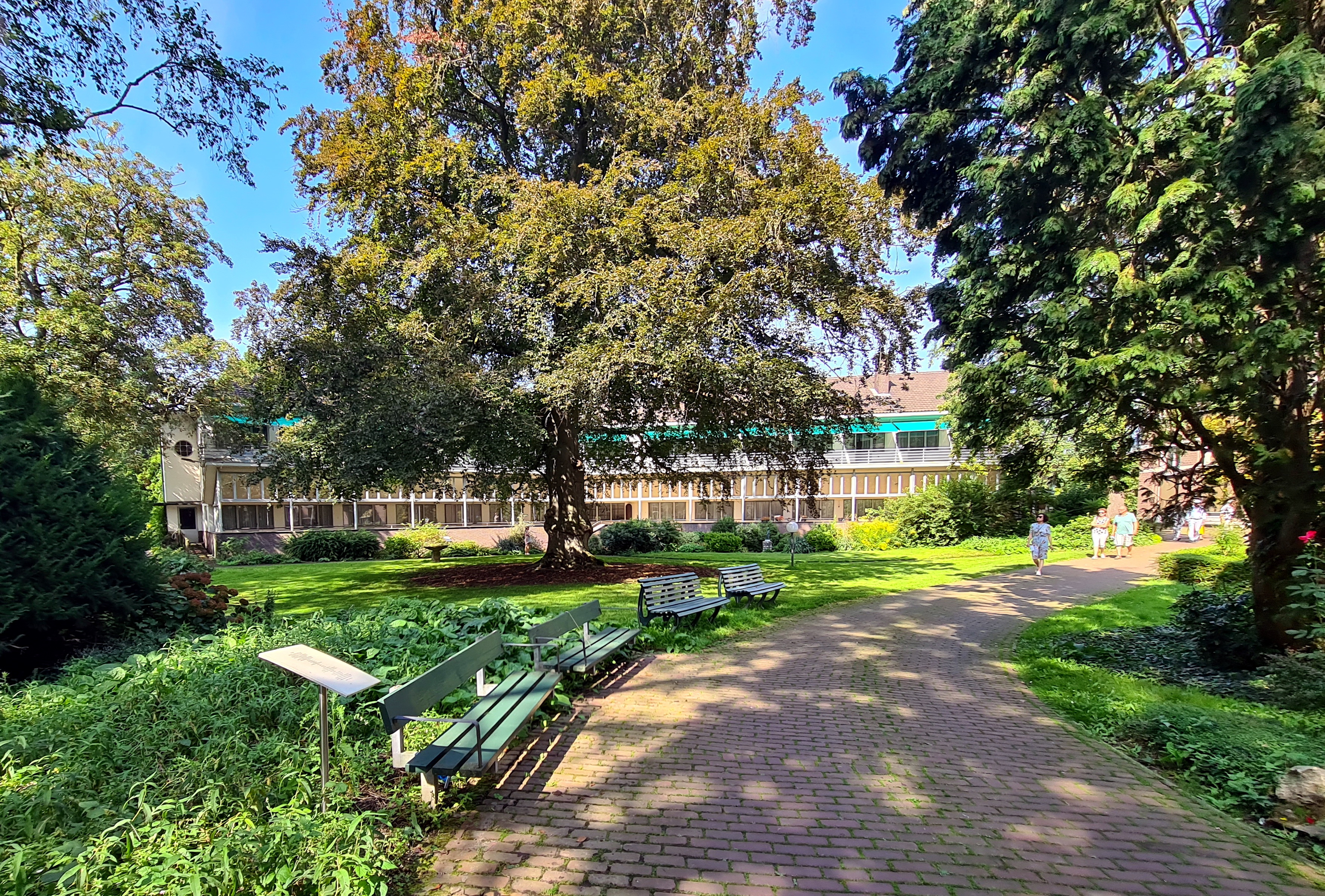
Omgeving Lidwinapaviljoen
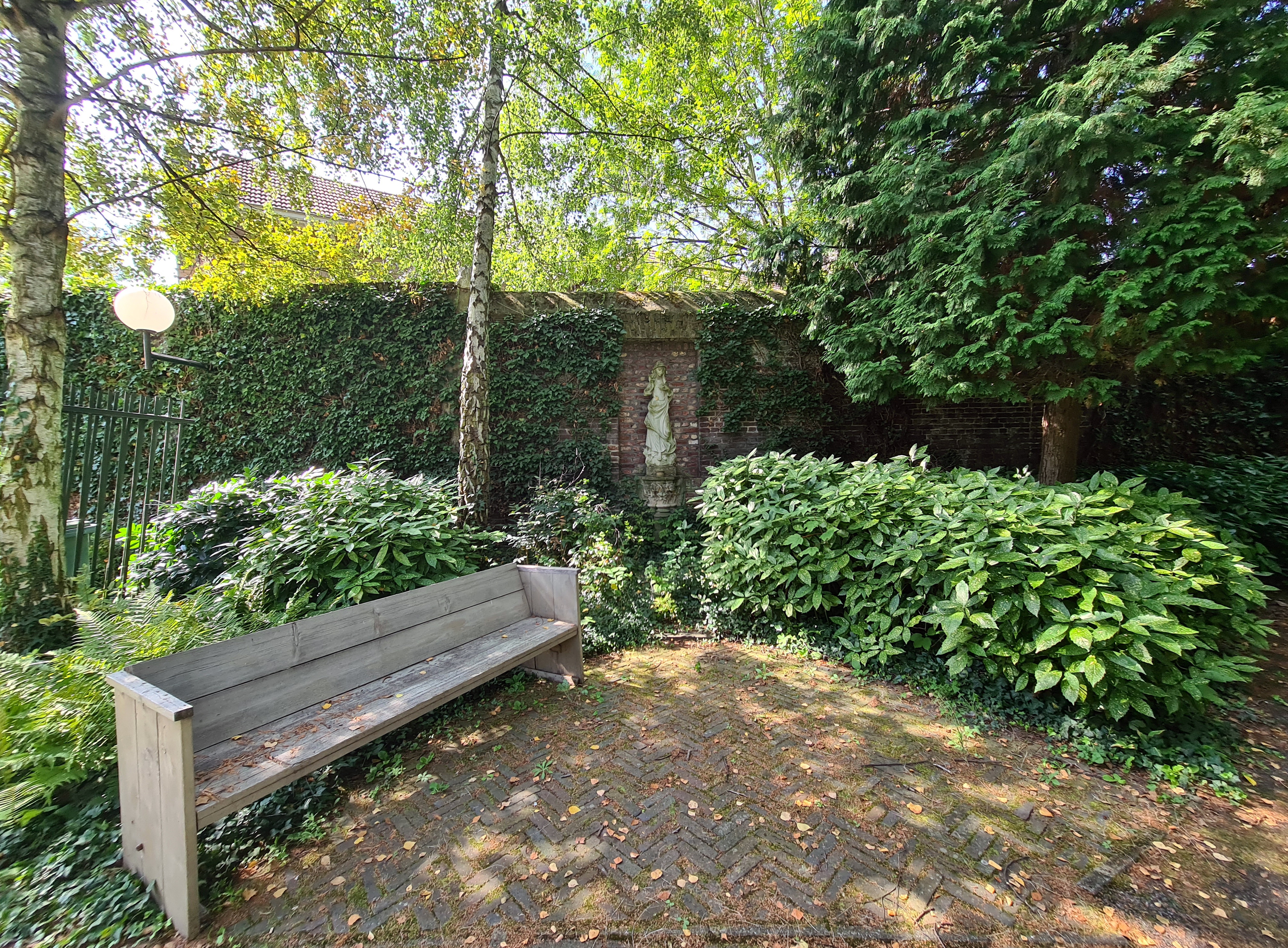
Tuinmuur, beeld en bankje
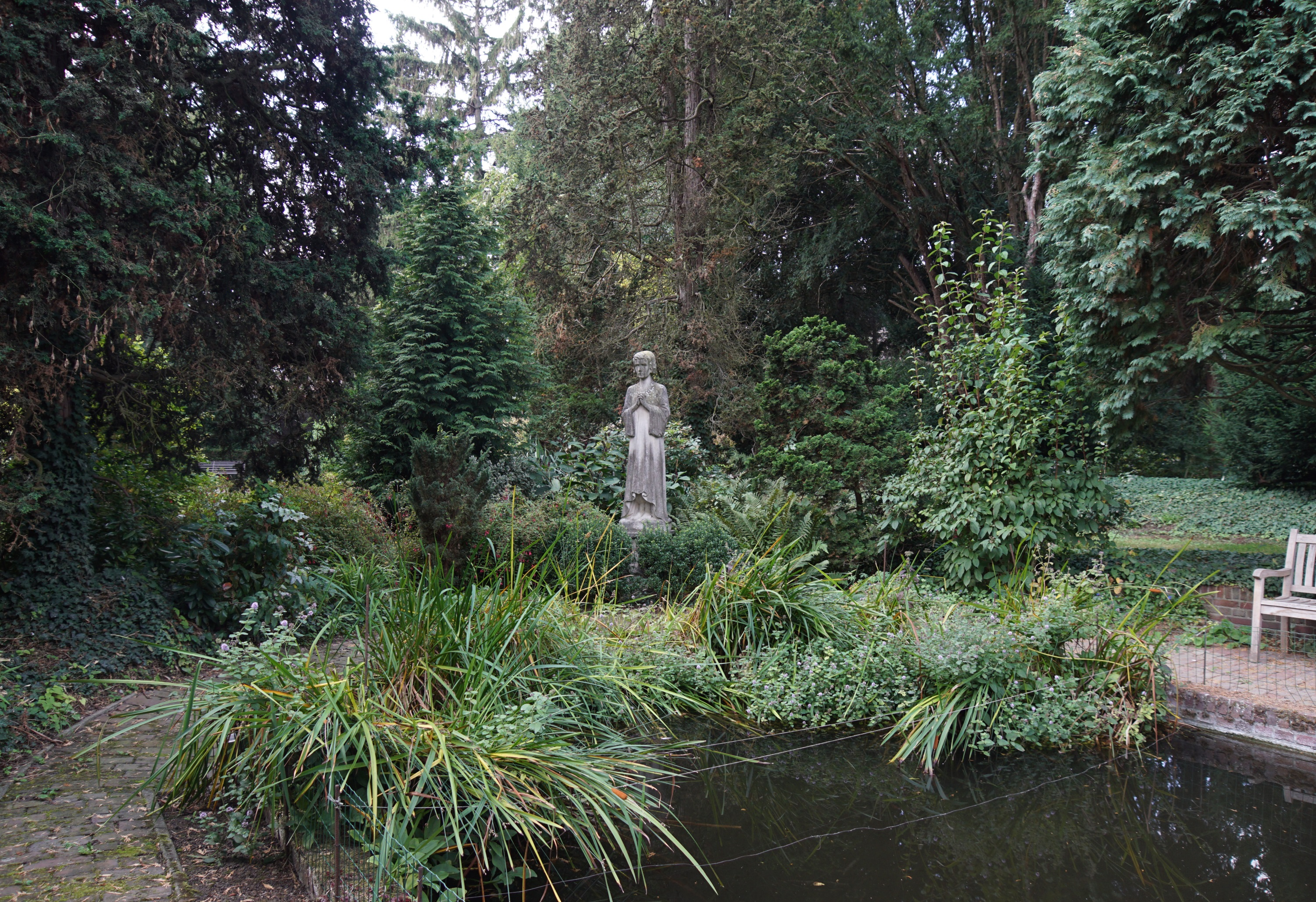
Vijver en beeld